# Józef Poniatowski
Józef Antoni Poniatowski zwany Pepi książę herbu Ciołek (ur. 7 maja 1763 w Wiedniu, zm. 19 października 1813 k. Lipska) – polski generał, dowódca armii koronnej Rzeczypospolitej, minister wojny i naczelny wódz wojsk polskich Księstwa Warszawskiego, członek Rady Stanu, marszałek Francji (jako jedyny Polak), książę polski i książę korony czeskiej, wolnomularz, bratanek króla Stanisława Augusta Poniatowskiego.

## Życie i służba wojskowa

### Młodość w Austrii i wojna z Turcją

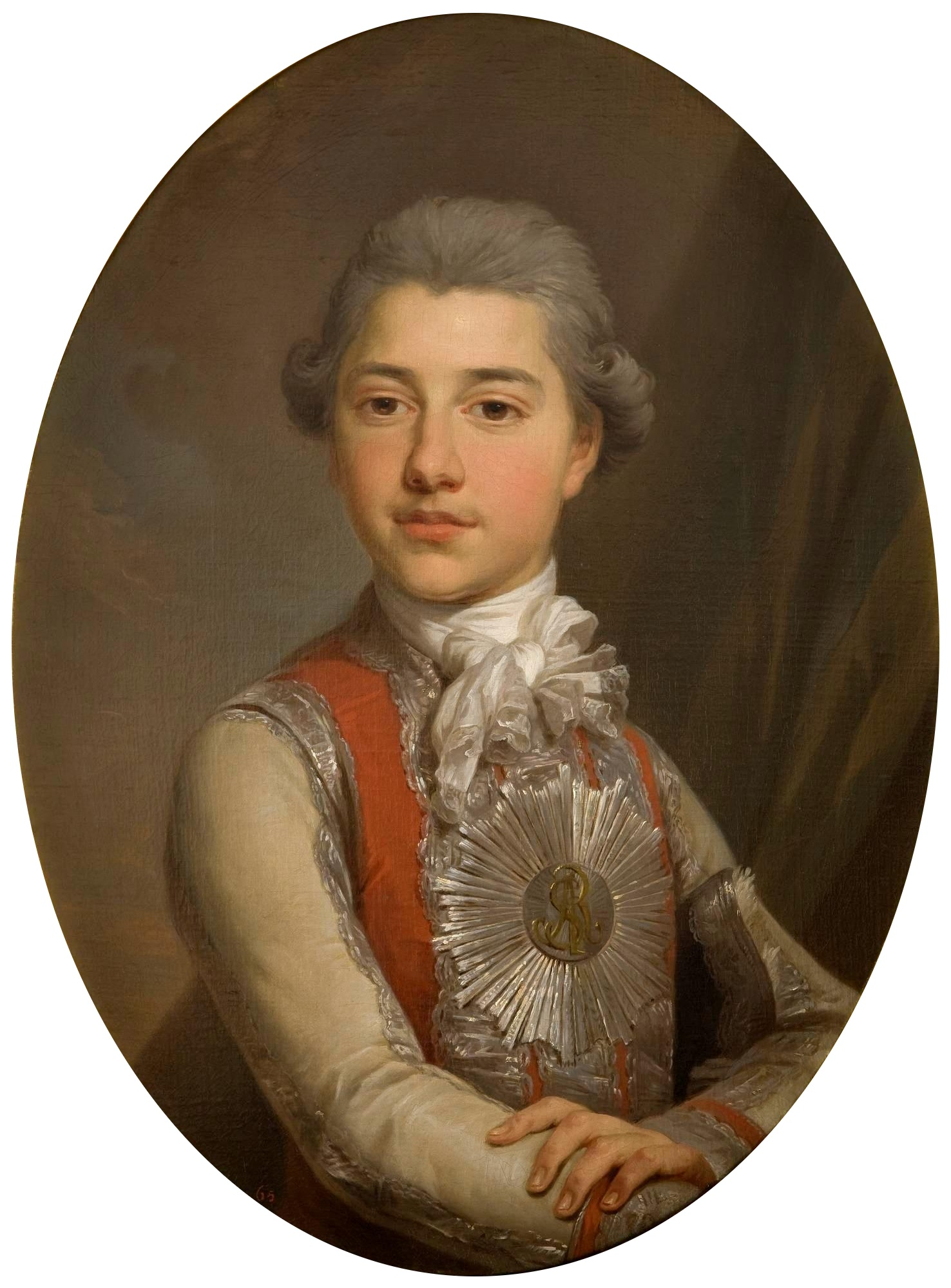
Portret księcia Józefa Poniatowskiego z 1778 roku, pędzla Marcello Bacciarellego

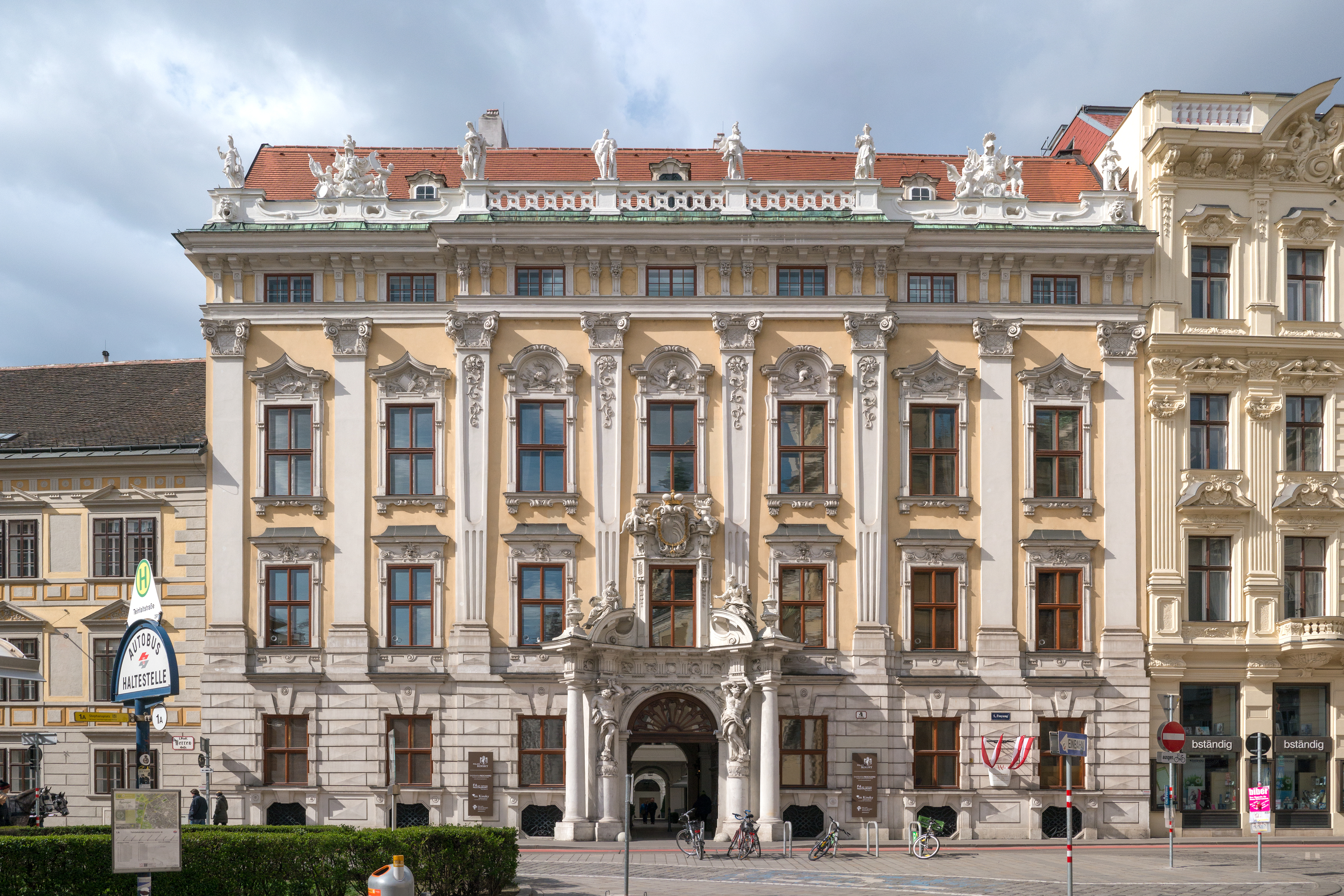
Pałac Kinskich w Wiedniu, miejsce urodzenia księcia Poniatowskiego

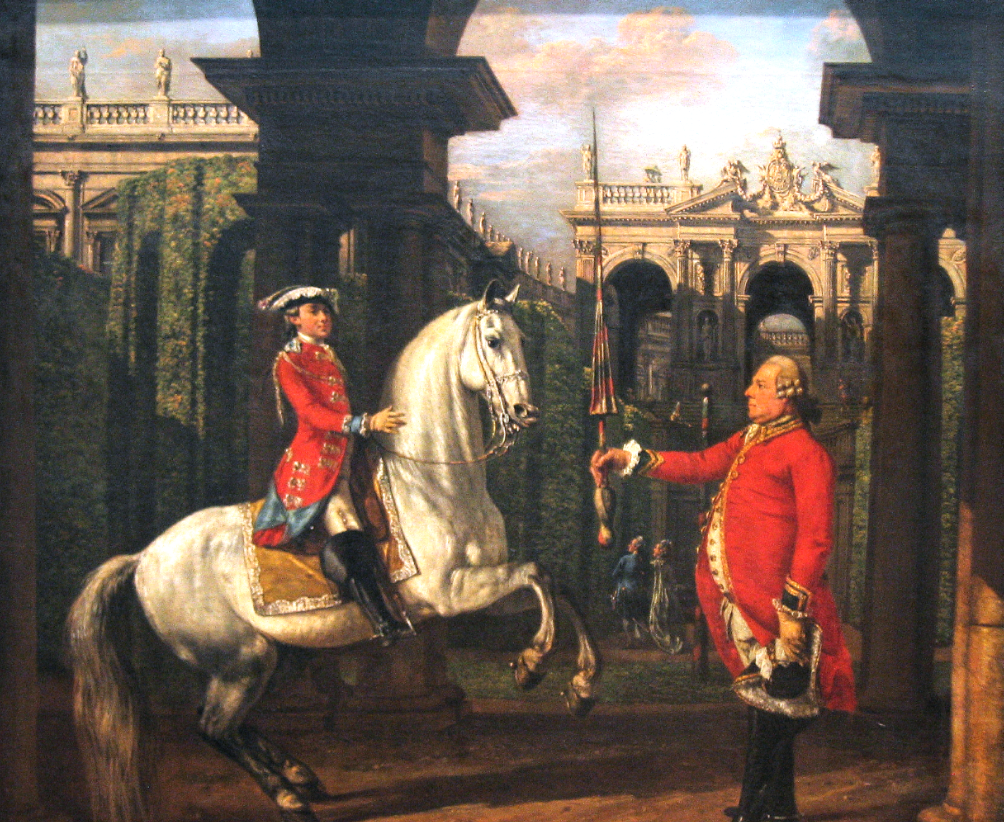
Pułkownik Koenigsfels uczy jazdy konnej ks. Józefa Poniatowskiego w Wiedniu obraz Bernarda Bellotta 1773

Syn Andrzeja Poniatowskiego, marszałka-lejtnanta (generała dywizji) w służbie austriackiej i Teresy z książąt Kinskich, rodu czesko-austriackiego. Urodził się w pałacu Kinskich przy Freyung 4 w Wiedniu. Wychowany w niemieckojęzycznych środowiskach Wiednia i Pragi, stał się Polakiem z wyboru; dzięki opiece stryja, Stanisława Augusta Poniatowskiego (z którym był blisko związany aż do śmierci króla), uniknął wynarodowienia. Matka była damą dworu Marii Teresy, a sama cesarzowa została matką chrzestną starszej siostry Józefa, której na cześć władczyni dano imiona Maria Teresa. W kosmopolitycznym świecie przedrewolucyjnej arystokracji z własną matką rozmawiał po francusku, a z rodziną ojca i służbą po polsku – tymi językami posługiwał się swobodnie, jak i niemieckim. Już jako młodzieniec spędzał sporo czasu w Warszawie ze stryjem królem Stanisławem, którego potem reprezentował oficjalnie na pogrzebie Marii Teresy. Ze Stanisławem Augustem i biskupem-historykiem Adamem Naruszewiczem odbył w roku 1787 podróż do Kaniowa, gdzie król przez miesiąc czekał na bezowocne spotkanie z carycą Katarzyną II.
Młody Józef (zgodnie z własnymi predylekcjami) od dziecka szkolony był z myślą o służbie wojskowej, chociaż książę Pepi (jak go nazywano) uczył się również np. gry na instrumentach klawiszowych – przenośny instrument towarzyszył mu nawet w czasie wypraw wojennych. Jak ojciec (który umarł, gdy Józef miał 10 lat), wstąpił do wojska austriackiego, gdzie w 1780 został porucznikiem, a w 1788 doszedł do stopnia pułkownika i został adiutantem cesarza Józefa II. W 1786 został kawalerem Orderu Świętego Stanisława. W 1788 walczył w wojnie austriacko-tureckiej. 24 kwietnia został poważnie ranny prowadząc szturm twierdzy Šabac w Serbii. Pod Šabacem Poniatowski ocalił też życie o kilka lat młodszemu koledze, księciu Karolowi Filipowi Schwarzenbergowi, przyszłemu pogromcy Napoleona w bitwie pod Lipskiem.

### W armii polskiej,Konstytucja 3 majaiwojna polsko-rosyjska 1792

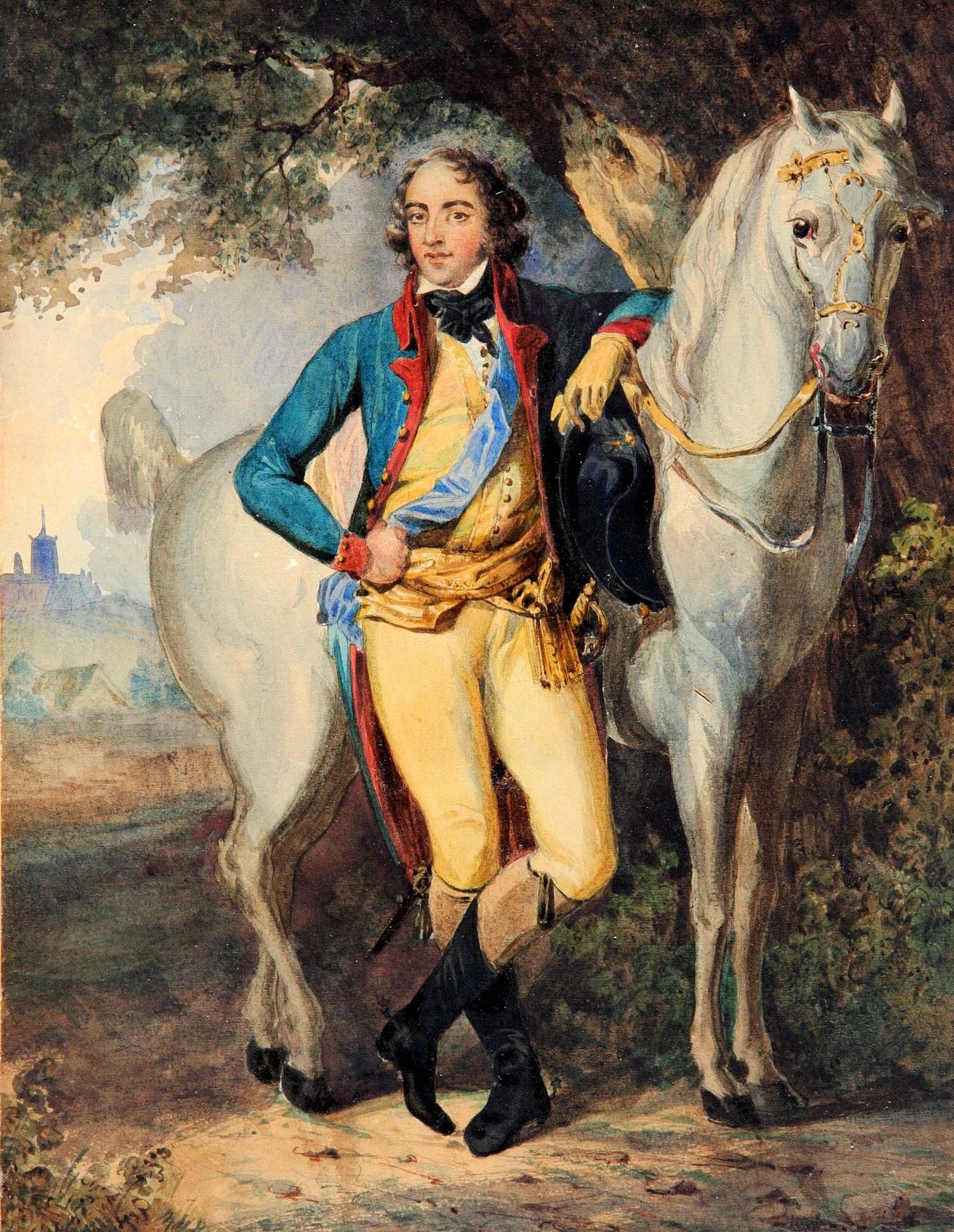
Portret księcia Józefa Poniatowskiego z 1787 lub 1788 roku. Mal. Józef Grassi.

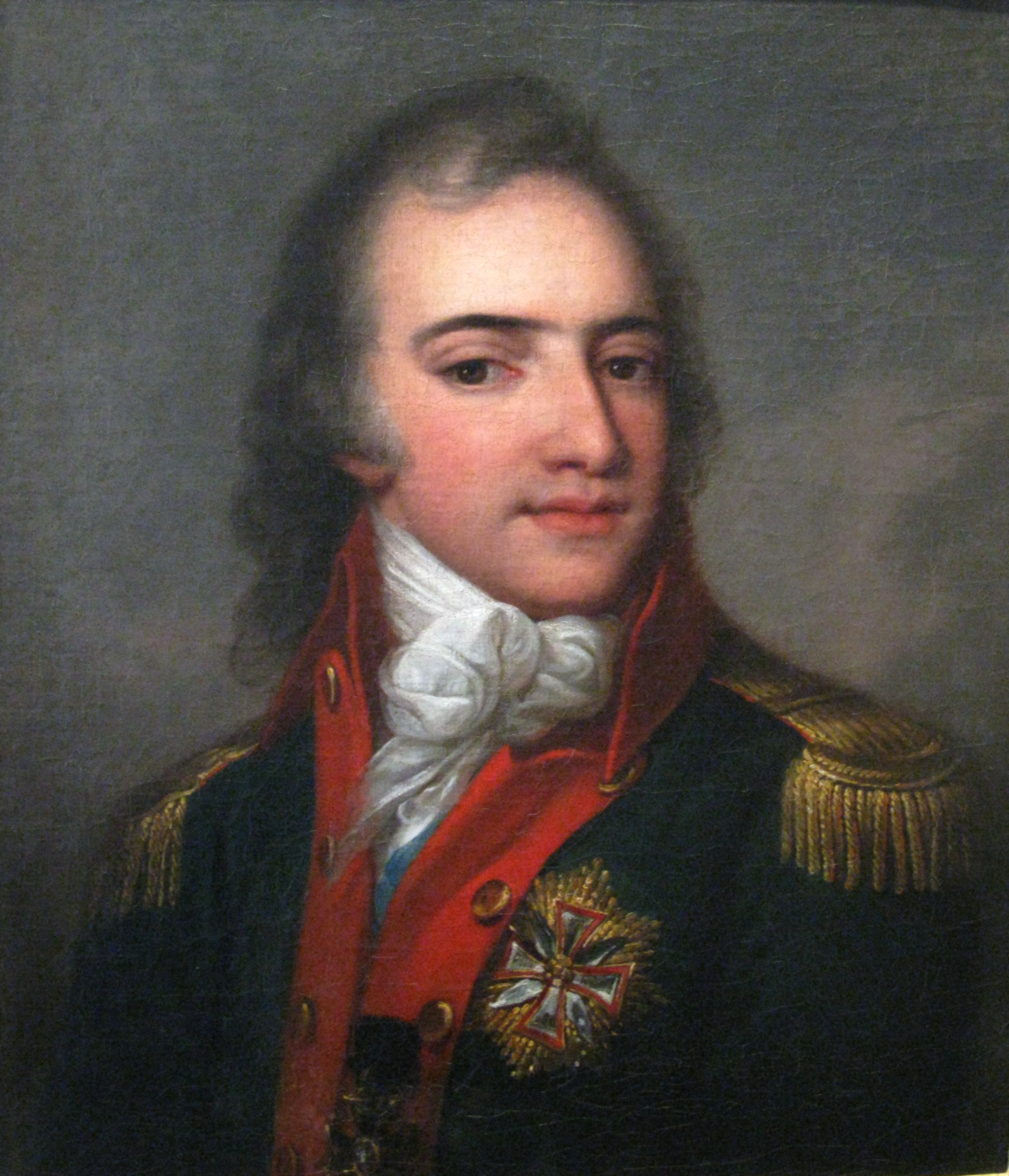
Generał lejtnant ks. Józef Poniatowski jako dowódca wojsk koronnych. Mal. Józef Grassi

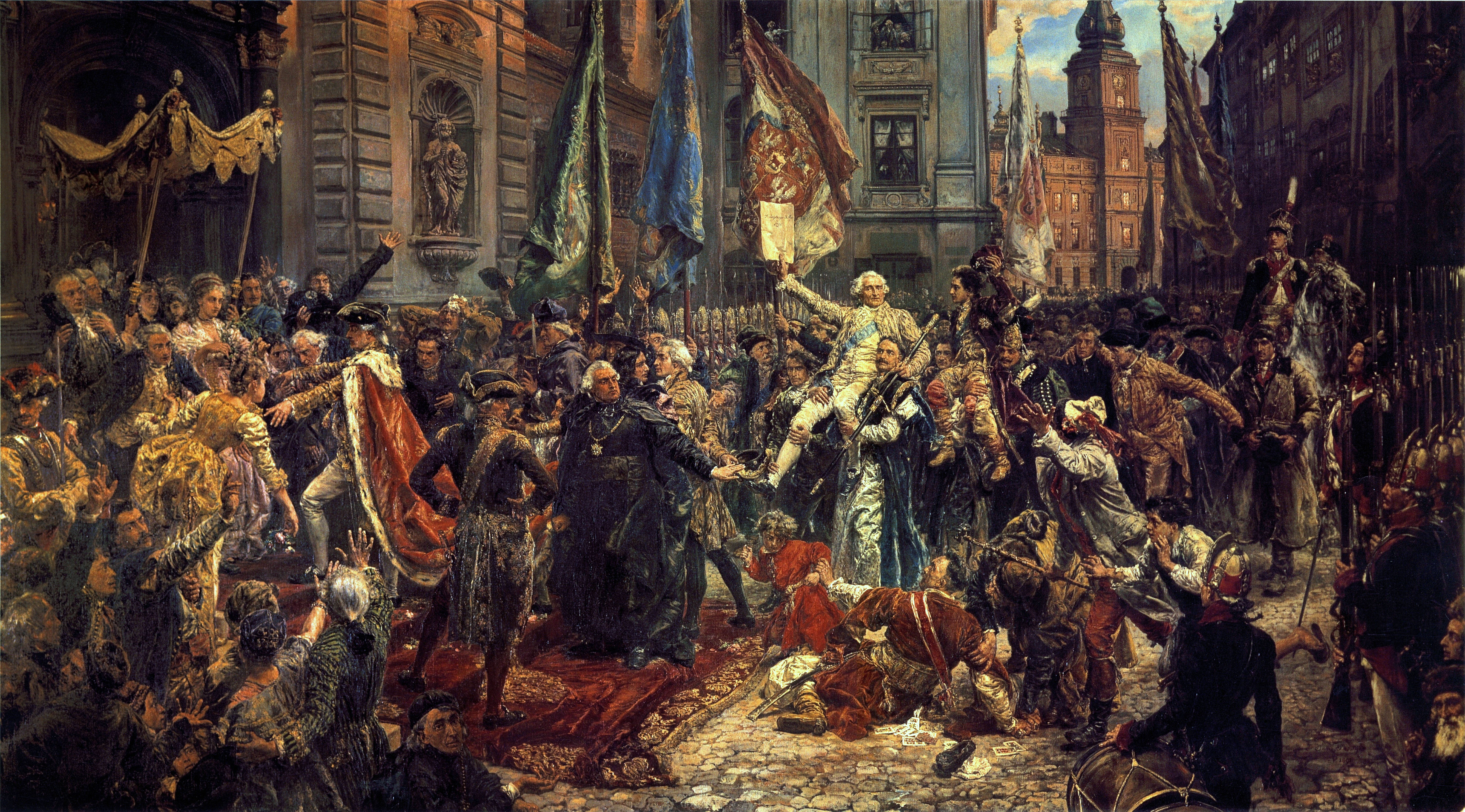
Konstytucja 3 Maja 1791 roku, obraz Jana Matejki z 1891 r. Książę Józef jako jedyny przedstawiony na koniu.

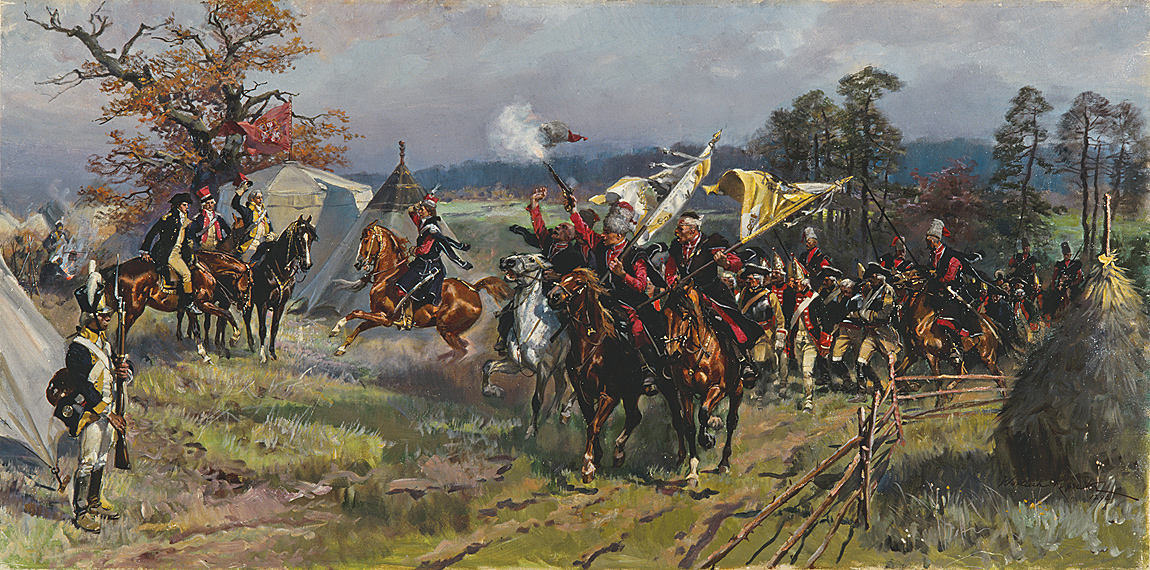
Po zwycięskiej bitwie pod Zieleńcami w 1792 r. książę Józef i gen. Kościuszko oglądają zdobyczne sztandary i jeńców rosyjskich, obraz Wojciecha Kossaka

Chociaż kariera w armii cesarskiej zapowiadała się całkiem obiecująco, Poniatowski nie wahał się, gdy w 1789 na życzenie króla i sejmu wezwany został do służby w wojsku polskim (było to jednak z jego strony wyrzeczenie, bo tracił środowisko przyjaciół, z którymi się wychował – w przyszłości ten temat nieraz poruszy). Otrzymał (wraz z Kościuszką i trzema innymi) stopień generał-majora i dowództwo IV Dywizji, stacjonującej w województwach bracławskim i kijowskim. Był to okres obrad Sejmu Czteroletniego uwieńczonych uchwaleniem Konstytucji 3 maja. Sam książę był entuzjastycznym zwolennikiem Konstytucji (członkiem Zgromadzenia Przyjaciół Konstytucji Rządowej), która została przeforsowana poniekąd podstępem i w drodze zamachu. Zamek królewski był otoczony przez wojsko Poniatowskiego, a on sam znajdował się na sali z grupą ułanów – wszystko dla uniemożliwienia przeciwnikom ustawy ewentualnej akcji zbrojnej.
W okresie poprzedzającym wybuch wojny polsko-rosyjskiej 1792 Poniatowski poświęcił się pracy na polu organizacji i poprawy stanu małej, zaniedbanej armii polskiej i wyćwiczenia wojska, uzyskując w tym zakresie znaczne sukcesy i dowodząc swych wybitnych umiejętności wojskowych. 6 maja 1792 otrzymał dowództwo nad całością wojsk koronnych nad granicą rosyjską na Ukrainie i już wkrótce dowodził tym wojskiem w wojnie z Rosją. Wobec wielkiej przewagi przeciwnika, zgodnie z ówczesnymi regułami sztuki wojennej, starał się głównie o zachowanie podległych mu oddziałów wojska. Zręcznie i szczęśliwie przeprowadził ich odwrót z kresów ukraińskich poprzez Wołyń, na Lubelszczyznę.
W bitwie pod Zieleńcami 18 czerwca (gdzie, jak to było w jego zwyczaju, kiedy jedna z kolumn polskich załamywała się, dał przykład osobistego męstwa) zwyciężył jeden z korpusów rosyjskich – Arkadija Markowa. Ta pierwsza od czasów Jana III Sobieskiego zwycięska bitwa armii polskiej stała się okazją do ustanowienia orderu Virtuti Militari, którym król nagrodził w pierwszej kolejności Poniatowskiego i Kościuszkę. Po 5-dniowej obronie rubieży Bugu (bitwa Kościuszki pod Dubienką 18 lipca), musiał opuścić linię rzeki. Główną trudnością, z jaką wódz i armia borykali się w ciągu całej kampanii, był niemal całkowity brak dostaw i zaopatrzenia z Warszawy – np. brak amunicji armatniej uniemożliwiał ufortyfikowanie się i przyjęcie pozycji obronnych. Na wiadomość o akcesie króla, który nie wierzył w możliwość pokonania Rosjan, do Targowicy (a tym samym kapitulacji i oddaniu armii, która chciała i mogła walczyć dalej, do dyspozycji wroga), w rozpaczliwej walce (ostatnia potyczka pod Markuszowem 26 lipca) szukał śmierci. Decyzję króla skomentował: „Na taką nikczemność nie byłem przygotowany” oraz że „raczej należało bić się do zgonu, niż oddychać hańbą”. Był przeciwny jakimkolwiek układom z państwami rozbiorowymi; mimo realnej oceny sytuacji politycznej i świadomości nikłych efektów w zakresie odbudowy polskiej potęgi militarnej, stał niezmiennie na stanowisku kontynuowania walki o utrzymanie niepodległości; protestował, bezskutecznie, przeciwko porozumieniu zawartemu przez Stanisława Augusta z Katarzyną i wzywał króla, by broniąc do końca niepodległości, stanął osobiście na czele armii; już w 1792 przestrzegał króla przed poniżającymi układami, które – jak słusznie przewidywał – doprowadzą do całkowitego upadku państwa.
Nie zdecydował się natomiast na proponowany mu zamach i porwanie króla, którego poczynania określił jako „podłość”. Wraz z wielu innymi zgłosił dymisję, żegnany z uwielbieniem przez wojsko: żołnierze kazali wybić medal pamiątkowy od wojska dla wodza i napisali list do matki księcia w Pradze, dziękując jej za tak znakomitego syna. Wyjechał z kraju do Wiednia (skąd bezskutecznie wyzywał marszałka Targowicy Szczęsnego Potockiego na pojedynek), a potem dalej (władze rosyjskie domagały się, a trwożny Stanisław August też nalegał, aby opuścił i Wiedeń), w zachodnią Europę ogarniętą spazmami rewolucji francuskiej.
W 1792 r. w liście do króla (korespondowali po francusku) ks. Józef wyraził opinię, że aby ocalić Polskę i zachować ją jako wielką potęgę, powinien był on już na początku tej kampanii, ponieważ nie była ona należycie przygotowana wojskowo, poruszyć cały kraj, poprowadzić osobiście na koniu szlachtę (do walki), uzbroić miasta i uwolnić chłopów. Na wieść o przystąpieniu Stanisława Augusta do konfederacji targowickiej książę Józef Poniatowski odesłał mu swoje ordery Orła Białego i Świętego Stanisława.
Bezpośrednim rezultatem wojny polsko-rosyjskiej był II rozbiór Polski, była ona jednak chrztem bojowym polskiej kadry dowódczej (wielu z nich będzie walczyć dalej w rozlicznych kampaniach, aż do upadku Napoleona) i rozpoczęła cztery dekady (wliczając powstanie listopadowe) najbardziej intensywnych walk o niepodległość Polski.

### Powstanie kościuszkowskieiokupacja pruska

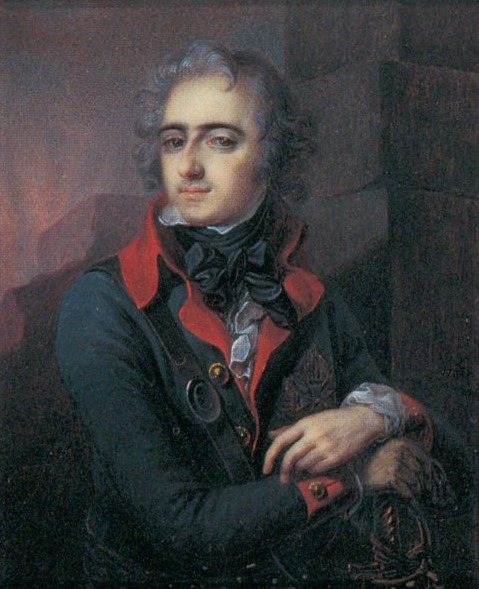
Portet ks. Józefa Poniatowskiego z 1793 roku, mal. Wincenty de Lesseur

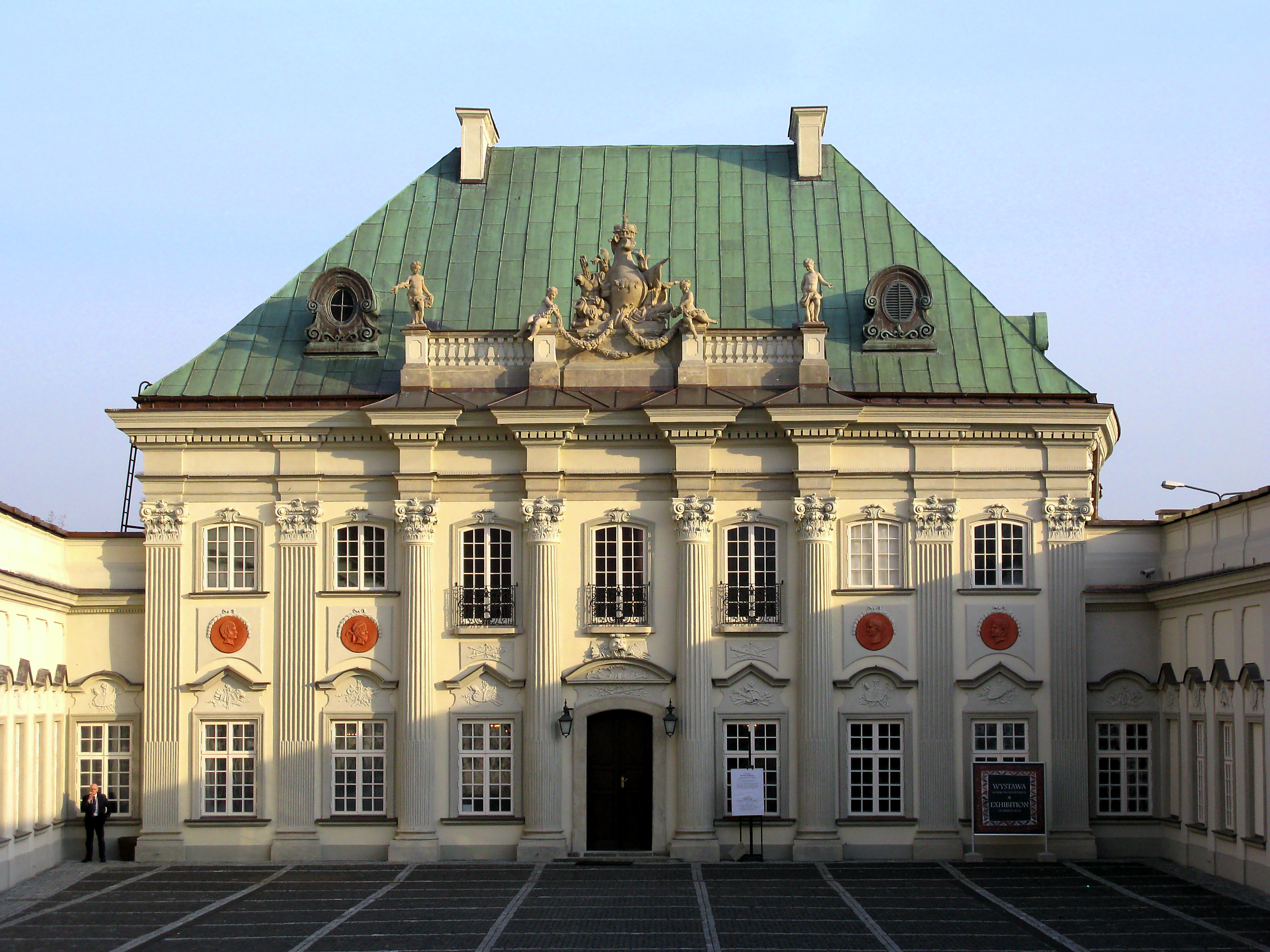
Pałac Pod Blachą, warszawska rezydencja księcia Józefa

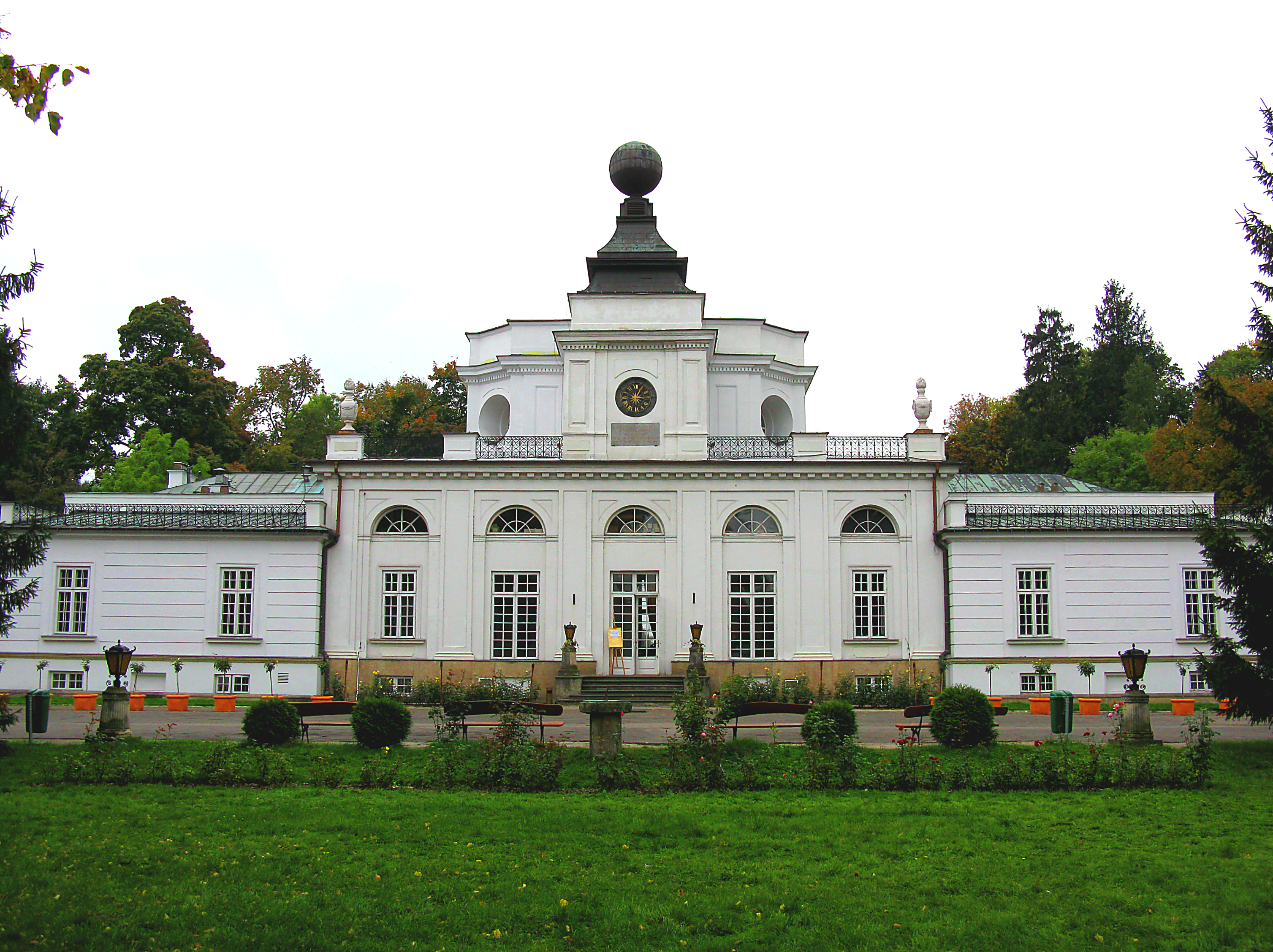
Pałac w Jabłonnie, letnia rezydencja księcia

Wezwany listownie przez Stanisława Augusta, który chciał zwiększyć swoje wpływy na losy insurekcji, a i w burzliwych momentach mieć bratanka przy sobie, Poniatowski wraz z Michałem Wielhorskim przybyli z zagranicy i 27 maja koło Jędrzejowa stawili się w obozie Kościuszki. Książę przyłączył się do powstania jako żołnierz-ochotnik, nie domagając się od byłego podwładnego żadnej posady. Odmówił natomiast przyjęcia dowództwa powstania na Litwie, gdzie naczelnik potrzebował kogoś na miejsce dymisjonowanego Jasińskiego, proponując w zamian do tej roli Wielhorskiego. Sam chciał być w okolicach Warszawy, blisko stryja, który jego obecności potrzebował. Bił się tam dzielnie od lipca przed i w czasie oblężenia stolicy przez Prusaków, przeciwko którym, przejąwszy sektor obrony miasta od odkomenderowanego na Litwę Mokronowskiego, w pierwszej połowie sierpnia prowadził skuteczne akcje ofensywne (Góry Szwedzkie, obecne Bemowo). W obronie Powązek 26 sierpnia dowodził nieszczęśliwie, ale z największym poświęceniem i narażeniem życia, był wtedy ranny, przygnieciony przez postrzelonego konia (poważniejsza wersja takiego wypadku będzie miała miejsce w czasie odwrotu spod Moskwy). Z poświęceniem walczył również w październiku na linii Bzury – walki te, kosztem ciężkich strat, odwróciły uwagę Prusaków od wycofującego się do Warszawy korpusu Dąbrowskiego. Udział ks. Poniatowskiego w powstaniu był jednak trudny z powodu pokrewieństwa z pogardzanym królem, braku dobrej współpracy wojskowej z Kościuszką, Zajączkiem i Dąbrowskim (chociaż sam naczelnik dążył do zwiększenia zaangażowania księcia w sprawy powstania), jak i wpływów oraz akcji radykałów z Kołłątajem na czele. Po Maciejowicach, już za naczelnika Wawrzeckiego, działającego pod wpływem Zajączka, stosunki między kierownictwem insurekcji a frakcją dworską powstańców stały się bardzo napięte.
Po klęsce powstania ks. Józef pozostał przez jakiś czas w Warszawie (jego majątki ziemskie skonfiskowano), ale odmówiwszy przyjęcia posady w armii carycy, jak i zadeklarowania lojalności wobec władz rosyjskich, dostał polecenie opuszczenia stolicy i w kwietniu 1795 wyjechał jeszcze raz do Wiednia. Po śmierci Katarzyny II car Paweł I (który, lepiej nastawiony do Polaków, uwolnił Kościuszkę i wielu innych) zwrócił Poniatowskiemu majątki i usiłował znowu zatrudnić go w armii rosyjskiej, od czego ks. Józef wykręcał się pod pozorem złego stanu zdrowia wynikłego z niewyleczonych ran. W 1798 zmarł na przymusowej emigracji w Petersburgu jego stryj Stanisław August Poniatowski. Poniatowski udał się tam na pogrzeb stryja i pozostał kilka miesięcy celem pozałatwiania niezbędnych formalności prawnych i spadkowych, jak i uregulowania stosunków z carem Pawłem i jego dworem. Stamtąd wrócił do będącej wtedy pod panowaniem pruskim Warszawy.

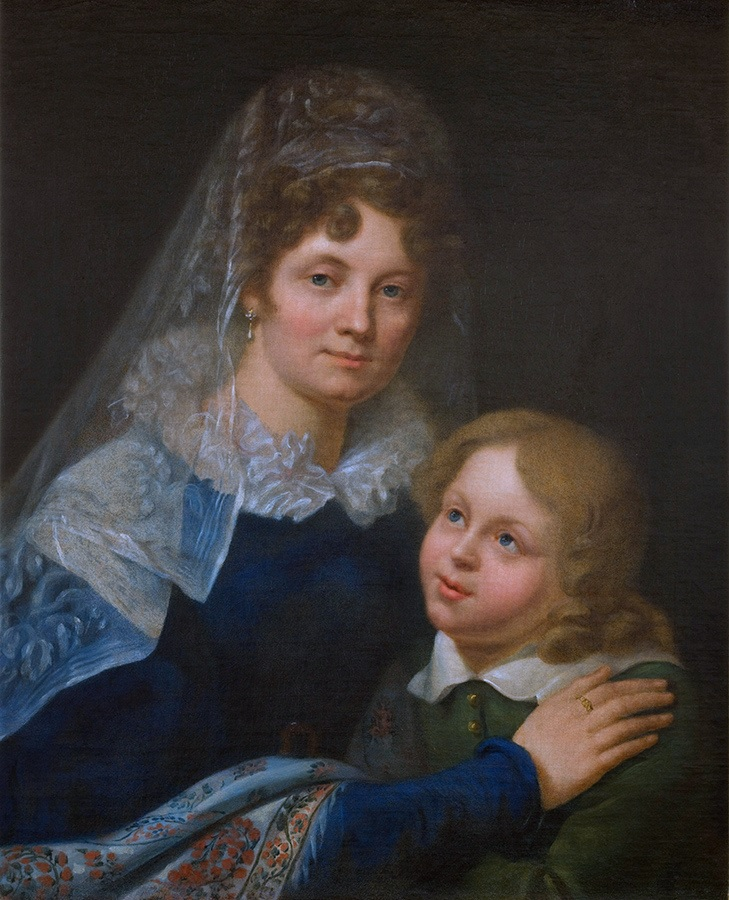
Zofia z Potockich Czosnowska, kochanka księcia Józefa, z ich synem Józefem, urodzonym w 1809 r. Mal. Józef Peszka

W Polsce przebywał wówczas głównie w swych rezydencjach – warszawskim Pałacu Pod Blachą i podwarszawskim pałacu w Jabłonnie. W tych latach pozostawał politycznie względnie nieaktywny, a hulaszczy tryb życia jego i skupionego wokół niego środowiska budził powszechną krytykę. Od 1801 gościł w Pałacu Łazienkowskim przez parę lat brata straconego przez rewolucję francuską Ludwika XVI, przyszłego Ludwika XVIII, który wraz z rodziną i dworem potrzebował schronienia. W 1802 z powodu niezałatwionych spraw związanych z sukcesją po Stanisławie Auguście przebywał przez kilka miesięcy w Berlinie, gdzie wynegocjował pewne zmiany dla poprawienia sytuacji w Warszawie i nawiązał pełne kurtuazji stosunki z pruską parą królewską. W Polsce po trzecim rozbiorze, uciskanej i pozbawionej wszelkiej państwowości żył jak książę udzielny, co nie pozostawało niezauważane. Przez całe życie otoczony pięknymi kobietami, nigdy się nie ożenił. Miał dwóch synów z dwóch nieformalnych związków, pierworodnego Józefa Szczęsnego Maurycego Chmielnickiego (ur. 1791) z aktorką Małgorzatą Magdaleną „Zelją” Sitańską, drugiego zaś z Zofią Czosnowską (później Oborską), z domu Potocką, Józefa Poniatyckiego (ur. 1809). Bezwzględnym zarządcą jego domostwa i dworu, jak i w wielu sprawach jego własnej osoby była natomiast Henrietta de Vauban, osoba o 10 lat starsza, którą sprowadził za sobą z Wiednia. Marszałkowi Davout zaniepokojonemu jej konszachtami, Napoleon doradzał ignorowanie tej „próżnej” kobiety, a przyszli biografowie księcia będą ubolewać nad takim stanem rzeczy.

### Księstwo Warszawskiei zwycięskawojna austriacko-polska1809

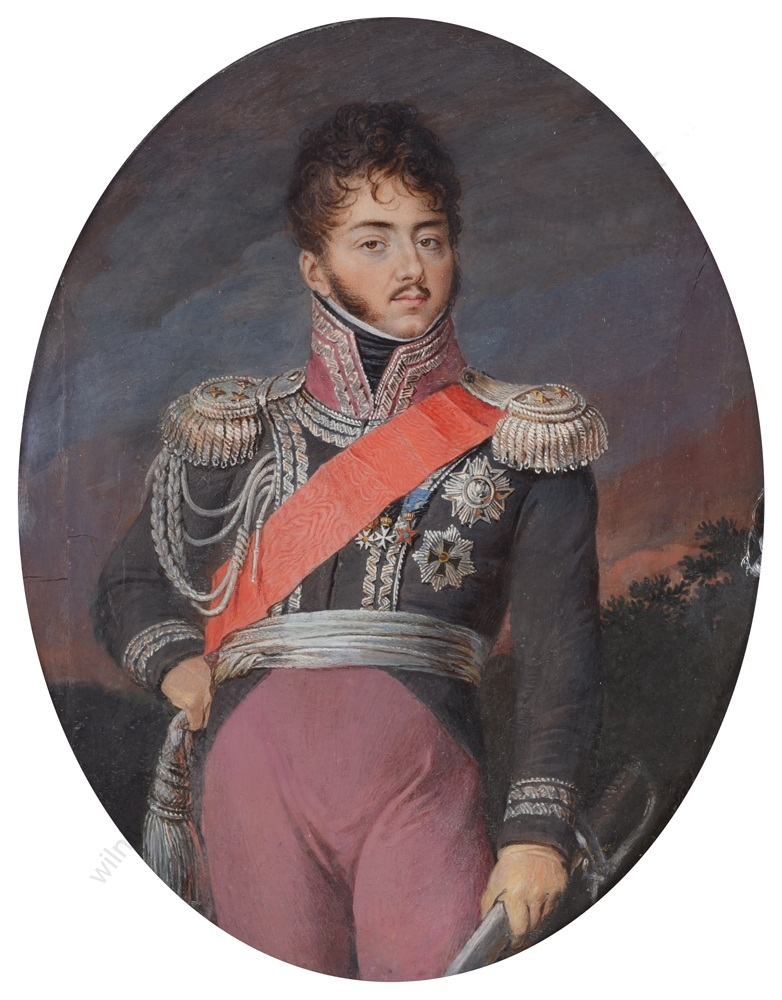
Portet księcia Józefa z ok. 1810-1811 roku, mal. Jean-Urbain Guérin

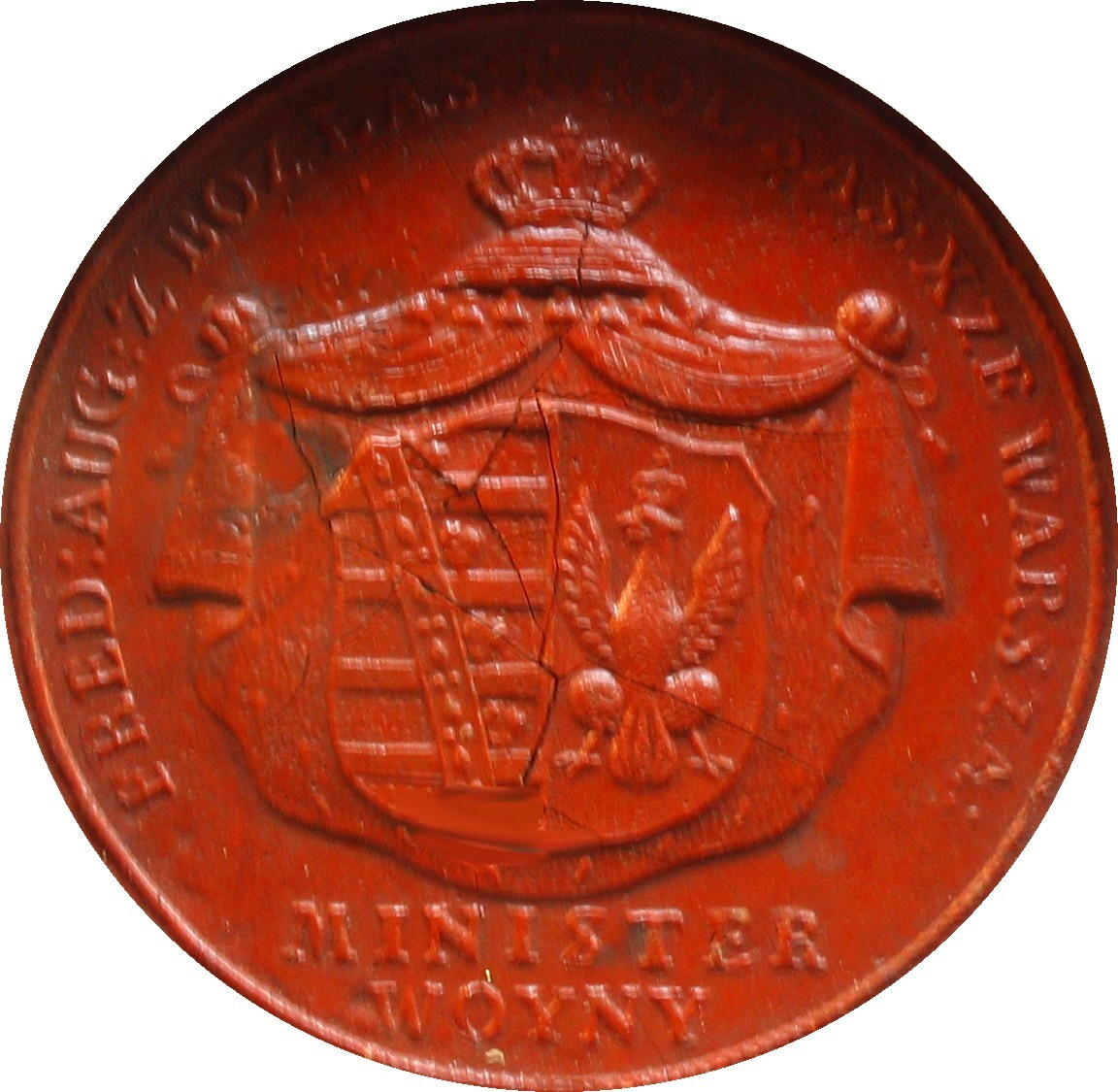
Pieczęć ministra wojny Księstwa Warszawskiego

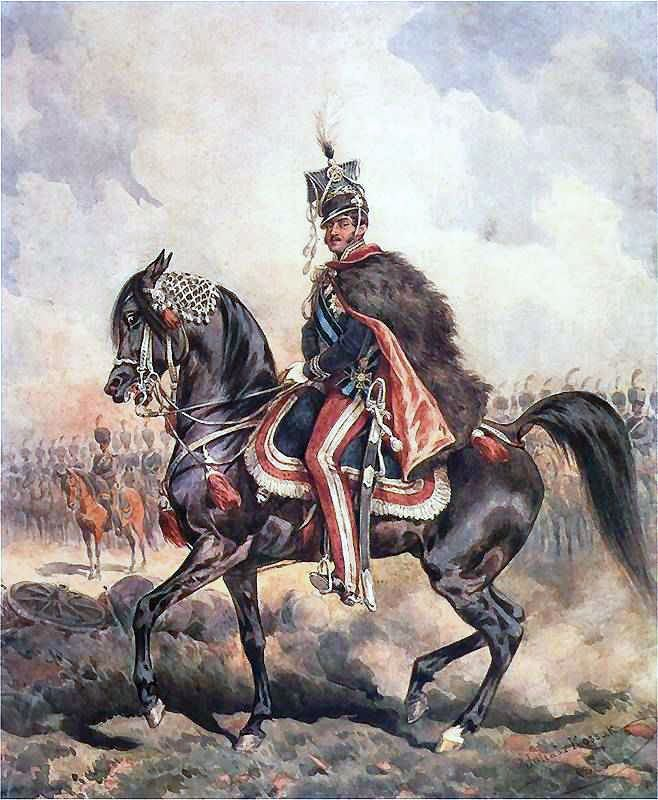
Portret księcia Józefa na koniu, Juliusz Kossak, 1879

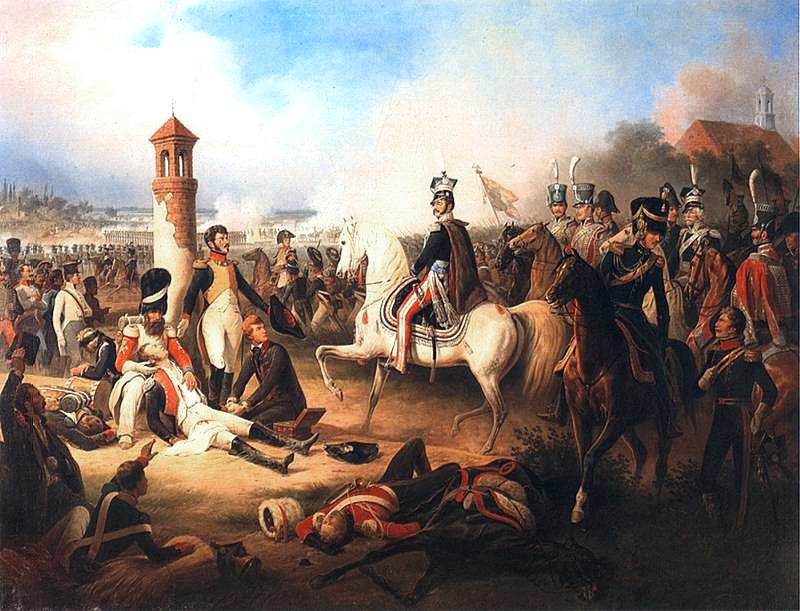
Książę Józef ogląda śmierċ Cypriana Godebskiego podczas bitwy pod Raszynem w 1809, obraz Januarego Suchodolskiego.

W listopadzie 1806, kiedy Prusacy zagrożeni przez Napoleona gotowali się do opuszczenia Warszawy, Poniatowski na wezwanie króla Fryderyka Wilhelma III zgodził się zarządzać stolicą i stanął na czele milicji miejskiej, organizowanej przez zamożną część społeczeństwa miasta. Pod koniec tego roku, po wejściu wojsk Joachima Murata do Warszawy, zaistniała kwestia, kto ma przewodzić polskim żołnierzom w nowym przymierzu z Francją. Dawni powstańcy i legioniści chcieli aby armią polską dowodził Jan Henryk Dąbrowski, ale Napoleona przekonano, że zasłużony generał nie posiadał odpowiednich kontaktów i powiązań wśród wpływowych kręgów w kraju. Po dłuższych pertraktacjach z Muratem (z którym zresztą szybko się zaprzyjaźnił) i perswazji Józefa Wybickiego, Poniatowski zdecydował się wystąpić po stronie Napoleona i przyjąć na siebie odpowiedzialność za nowo powstające wojsko. 7 grudnia Murat obwieścił go „naczelnikiem siły zbrojnej”, 14 stycznia 1807 został dyrektorem wojny Komisji Rządzącej uformowanej pod przewodnictwem Stanisława Małachowskiego. W lipcu powstało i miało nadaną konstytucję Wielkie Księstwo Warszawskie, w którego rządzie Poniatowski został ministrem wojny 7 października, ale nie ufający mu jeszcze w pełni Napoleon pozostawił komendę militarną w rękach Davouta, który w przeciwieństwie do Murata zupełnie do Poniatowskiego nie był przekonany. Dowódcą naczelnym sił zbrojnych Księstwa Poniatowski został dopiero 21 marca 1809, na krótko przed wybuchem wojny austriacko-polskiej.
Poświęciwszy się całkowicie rozwojowi i organizacji nowej armii polskiej i jej infrastruktury, borykając się z niechęcią Henryka Dąbrowskiego i wielu dawnych legionistów, a szczególnie nienawiścią gen. Zajączka (któremu, nie będąc człowiekiem małostkowym, minister wojny załatwił podwyżkę pensji; sam swojej nie pobierał, żeby nie obciążać skarbu), ks. Józef stopniowo zdobywał sobie zaufanie ogólne i przywiązanie wojska. W piśmie do Napoleona w 1807 lojalnie tłumaczył odmowę współpracy Kościuszki z cesarzem francuskim przeszłymi rozczarowaniami i wyjątkową odpowiedzialnością moralną naczelnika powstania. Jakkolwiek najwięcej poświęcał się sprawom wojskowym, pozostawił swój ślad również w innych dziedzinach działalności publicznej. I tak np. w rządzie Księstwa w październiku 1808 domagał się, żeby posady wójtów były przyznawane chłopom, a nie jak to było przyjęte lokalnej szlachcie, oskarżanej o „ucisk włościan” i doprowadził do dopuszczenia takiej możliwości. W 1809 argumentował, że sądy powinny być zobowiązane do jednorodnego stosowania bardziej postępowego kodeksu napoleońskiego, a nie według ich uznania również dawnej Konstytucji 3 maja, czy prawa pruskiego, aby uniknąć arbitralności w decyzjach sądowych. Minister wojny jako założyciel Szkoły Lekarskiej, która w 1816 stała się częścią nowo powstającego Uniwersytetu Warszawskiego, jest współzałożycielem i tej instytucji. W 1809 bronił Żydów usuwanych decyzją władz z głównych ulic Warszawy, a w 1812, upraszany przez starszych społeczności żydowskiej, aby młodzi poborowi Żydzi mieli w wojsku możliwość przestrzegania swoich powinności religijnych, nie widząc sposobu pogodzenia tego z praktyką i dyscypliną wojskową, zdecydował się zwolnić ich od poboru, a tym samym od uczestnictwa w wojnie z Rosją. Nie zareagował na propozycje najpierw współpracy z Prusami przy tworzeniu nieokreślonego „Księstwa Wielkopolskiego” (1807), a potem (1811, za pośrednictwem Adama Jerzego Czartoryskiego) przejścia z wojskiem na stronę władcy Rosji, Aleksandra I, który w zamian miał rzekomo zamiar odbudować Polskę w granicach przedrozbiorowych. A samego Poniatowskiego zaborcy kusili w tym okresie wysokimi pozycjami, z koroną polską włącznie.
Na wiosnę roku 1809 stawił czoło dwukrotnie przeważającym siłom inwazji austriackiej pod wodzą Ferdynanda d’Este; w nierozstrzygniętej bitwie pod Raszynem 19 kwietnia zaimponował swoim i przeciwnikom bohaterstwem osobistym.
Podjąwszy na radzie wojennej, mimo opozycji francuskiego rezydenta i polskich radykałów („jakobinów”), domagających się uzbrojenia ludu i obrony stolicy, decyzję o oddaniu Warszawy, wykorzystał moment zaskoczenia, przeprowadzając ofensywę po wschodniej stronie Wisły, na terenach zaboru austriackiego. 14 maja zdobyty został Lublin, 18 maja Sandomierz z jego jedynym w tym rejonie głównym mostem przez Wisłę, 20 maja nocnym atakiem opanowana została forteca w Zamościu razem z 2000 jeńców i 40 armatami i wreszcie 27 maja zajęty został Lwów. W ten sposób doprowadził do załamania się ofensywy armii austriackiej i opuszczenia przez nią Warszawy.
2 czerwca na polecenie cesarza Napoleona I powołał na wyzwolonych terytoriach Rząd Centralny Wojskowy Tymczasowy Obojga Galicji.
15 lipca wkroczył zwycięsko do Krakowa (wchodząc do miasta skoczył z brawurą na koniu na blokujący ulicę i most szwadron huzarów rosyjskich), gdzie celebrowany jako bohater przez mieszkańców dawnej królewskiej stolicy pozostał do końca roku, nadzorując tymczasowy rząd galicyjski funkcjonujący na wyzwolonych ziemiach. Był to kulminacyjny punkt kariery księcia, który też czuł, że jego obecność była najlepszą gwarancją, że Kraków, którego Austriacy nie przestawali się domagać, pozostanie w polskich rękach. Podpisał ustawę autorstwa Kołłątaja dotyczącą reformy Uniwersytetu Jagiellońskiego i systemu szkolnictwa, ale pomny jego roli w radykalnych ekscesach insurekcji, na osobiste spotkanie się nie zgodził. Wojna austriacko-polska uwieńczona została traktatem pokojowym z 14 października, powiększającym obszar Księstwa Warszawskiego o tereny Nowej Galicji i cyrkułu zamojskiego. Dzięki sukcesom w samodzielnym prowadzeniu działań wojennych Poniatowski zdobył bezwzględne zaufanie i szacunek Napoleona i Francuzów, a jego imię odbiło się echem w Europie. W Polsce miał, mimo zarzucanych mu – często niesłusznie – błędów i niedociągnięć w dziedzinie administracyjnej, ogromny autorytet; szczególnie uwielbiany był przez wojsko, gdyż potrafił dbać o warunki bytowe żołnierzy, jak też nawiązywać doskonały kontakt z szeregowymi.

### W wyprawie Napoleona na Moskwę 1812

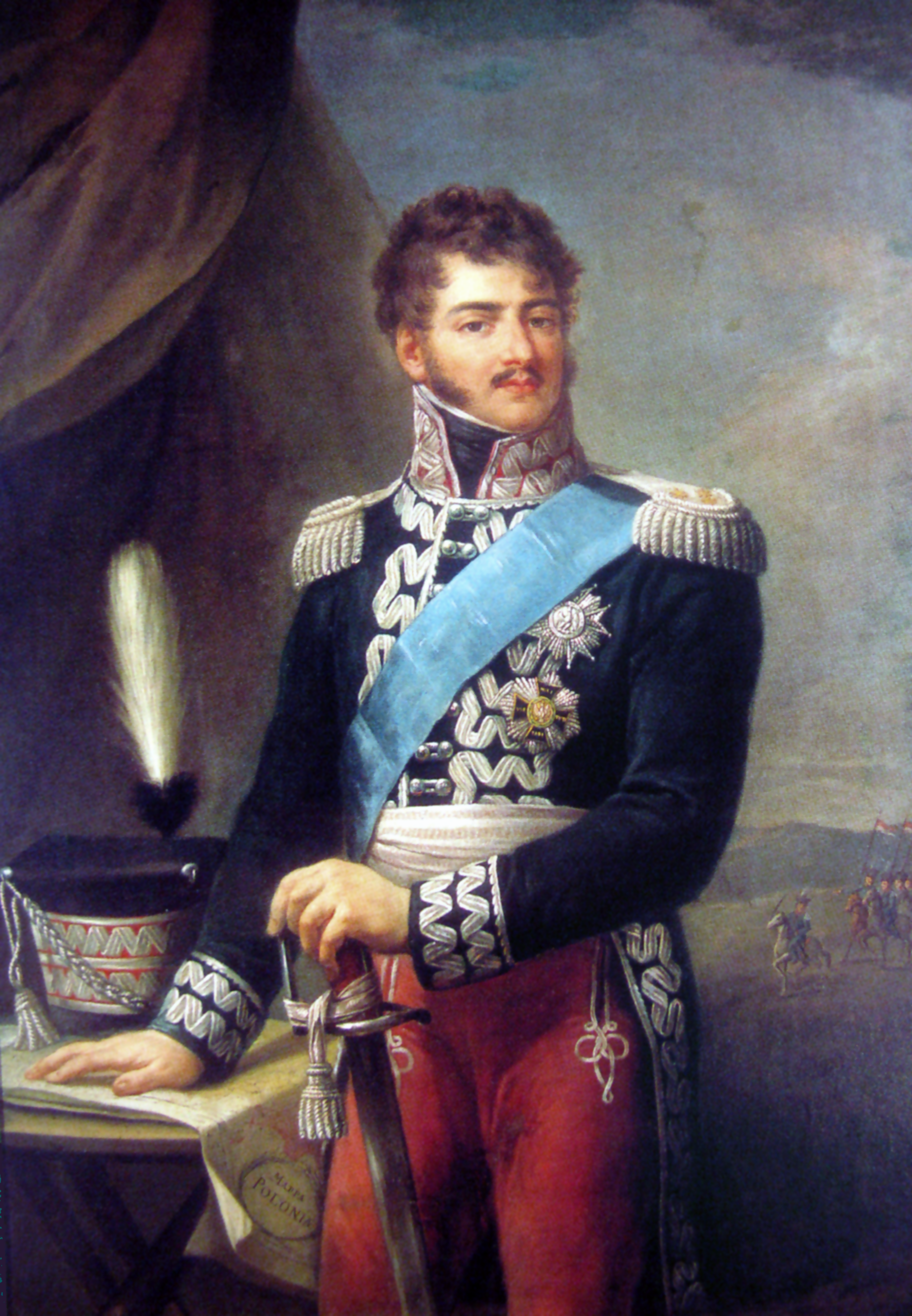
Ks. Józef Poniatowski, portret pędzla Franciszka Paderewskiego

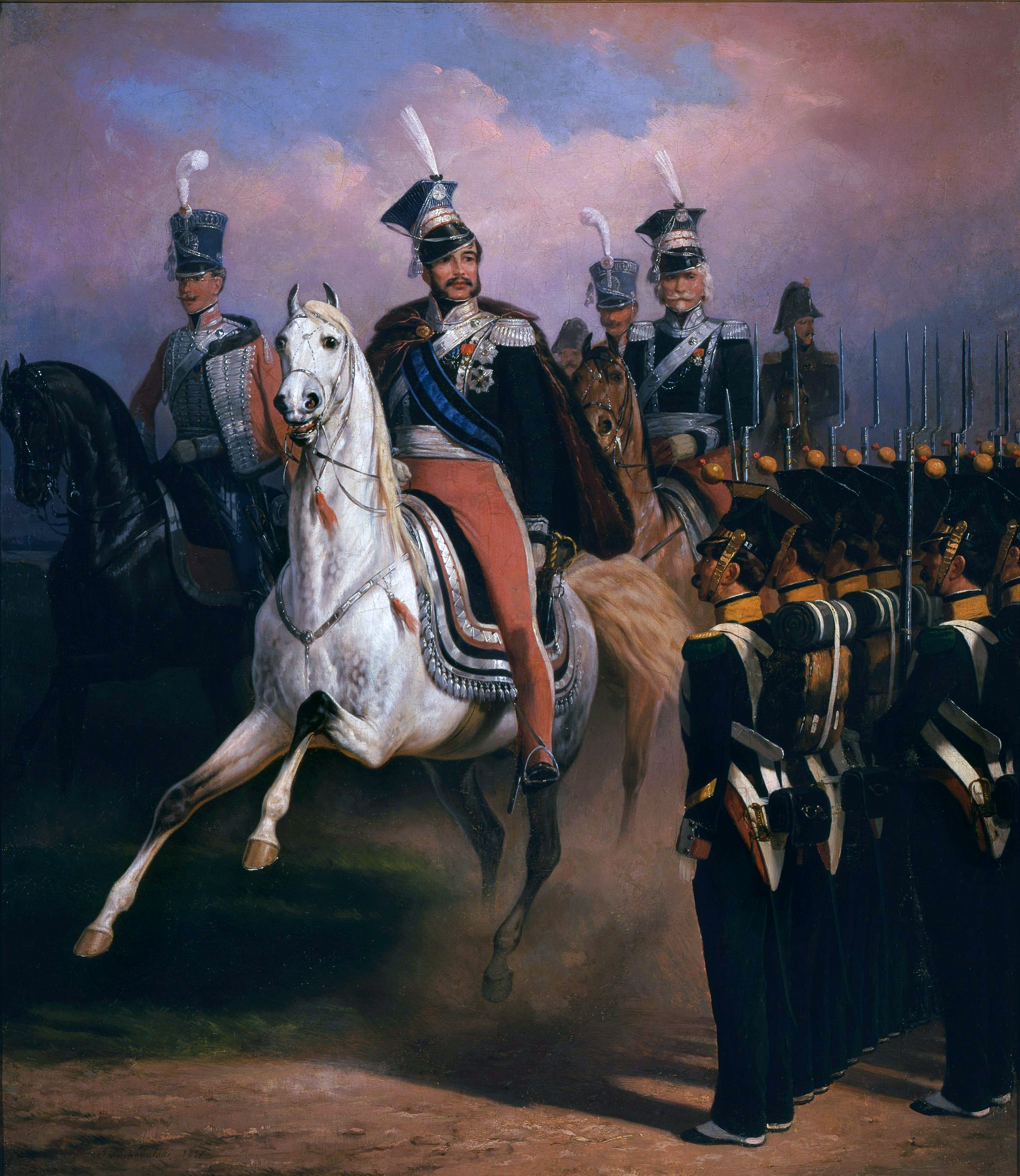
Książę Józef Poniatowski przed frontem grenadierów, obraz Januarego Suchodolskiego z 1857 roku

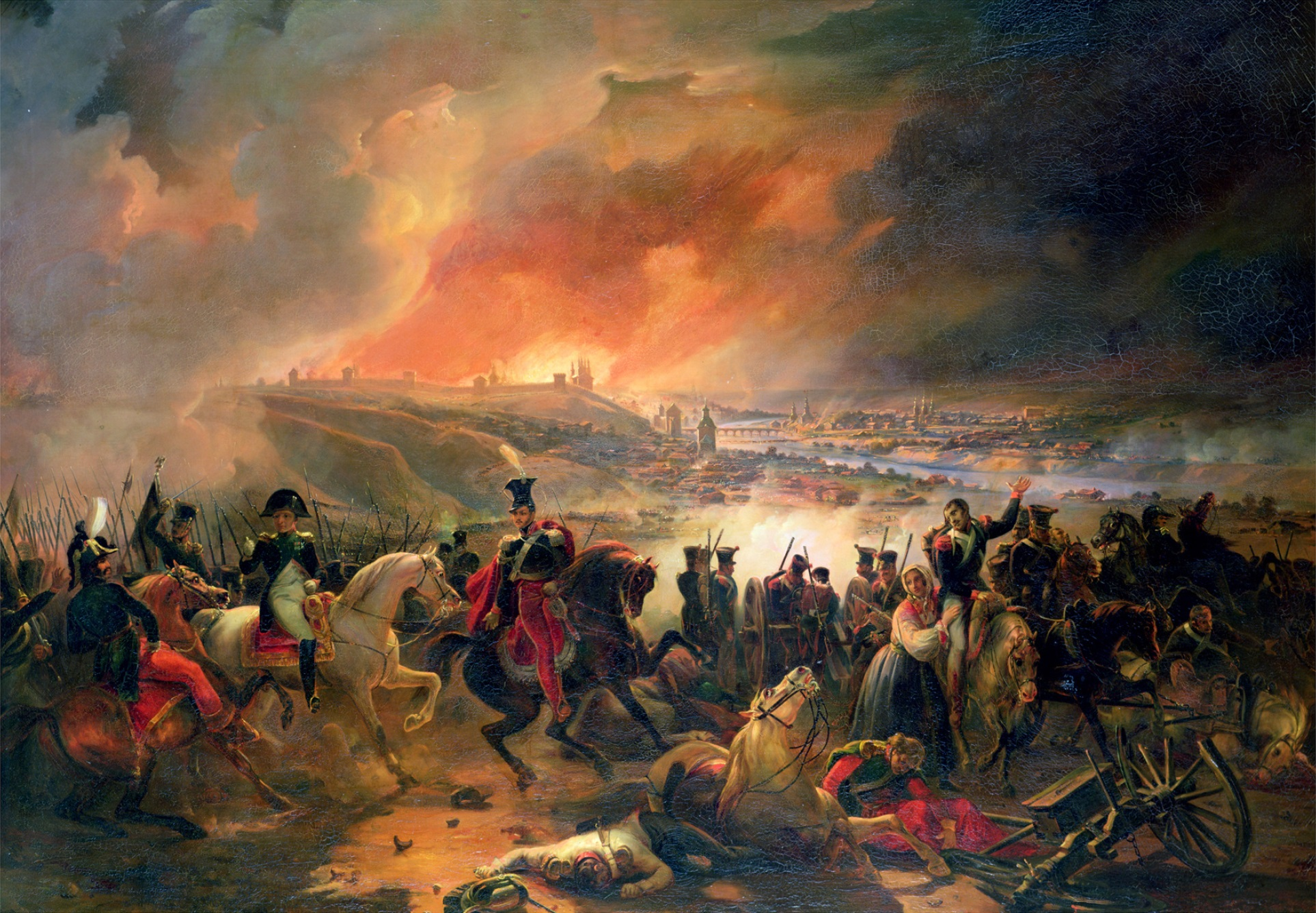
Napoleon Bonaparte i książę Józef Poniatowski pod Smoleńskiem 17 sierpnia 1812 – mal. Jean-Charles Langlois, Wersal

W kwietniu 1811 Poniatowski udał się na cztery miesiące do Paryża – oficjalnym powodem były uroczystości chrztu syna Napoleona. Ks. Józef reprezentował tam króla saskiego i księcia warszawskiego Fryderyka Augusta I, u którego w Dreźnie często w charakterze oficjalnym bywał (według uporczywych pogłosek kochała się w nim królewska córka Maria Augusta Nepomucena). W Paryżu w spotkaniach z cesarzem i jego generałami uczestniczył też w przygotowaniach do wojny z Rosją, a wolne chwile spędzał z piękną siostrą Napoleona Pauliną Borghese w jej podparyskiej rezydencji. Uważał, że optymalna dla Wielkiej Armii w wyprawie na Moskwę byłaby trasa południowa, przez Ukrainę (gdzie klimat był cieplejszy i łatwiej byłoby koordynować ewentualną akcję z Turcją), a w wypadku odrzucenia tej propozycji gotów był maszerować na Wołyń sam z korpusem polskim, licząc na wsparcie ze strony polskiego powstania, które było tam przygotowywane. Napoleon na żadną z tych opcji się nie zgodził. Poniatowski otrzymał dowództwo części V Korpusu Wielkiej Armii liczącego ok. 32–36 tys. żołnierzy.
Przystąpił do Konfederacji Generalnej Królestwa Polskiego w 1812 roku.
Podczas kampanii 1812 w drodze na Moskwę walczył w awangardzie i odznaczył się wielokrotnie: pod Smoleńskiem 17 sierpnia, Borodino 7 września, Czyrykowem 29 września, Winkowem. Po Borodino przyszłość kampanii widział czarno i doradzał wstrzymanie dalszej ofensywy. Po wkroczeniu do Moskwy, w przeciwieństwie do Napoleona, był już przeświadczony o ostatecznej porażce, co jednak nie wpłynęło na jego wolę walki – nadal prowadził osobiście natarcia kawalerii. Pod Winkowem 18 października uchronił Murata od kompletnej porażki z rąk Kutuzowa, ale za to utracił poległego w boju szefa sztabu armii Księstwa Stanisława Fiszera. Ciężko kontuzjowany 29 października w bitwie pod Wiaźmą, próbował kontynuować aktywną służbę, ale po kilku dniach zmuszony był do zdania komendy korpusu (przekazanej Zajączkowi) i podróżowania dalej na zachód w powozie z dwoma rannymi przybocznymi (do końca życia do zdrowia w pełni nie powrócił). Przy przeprawie przez Berezynę ledwie uniknęli niewoli rosyjskiej, ale ostatecznie 12 grudnia dotarli do Warszawy.

### Kampania w Niemczech 1813 i śmierć w bitwie pod Lipskiem

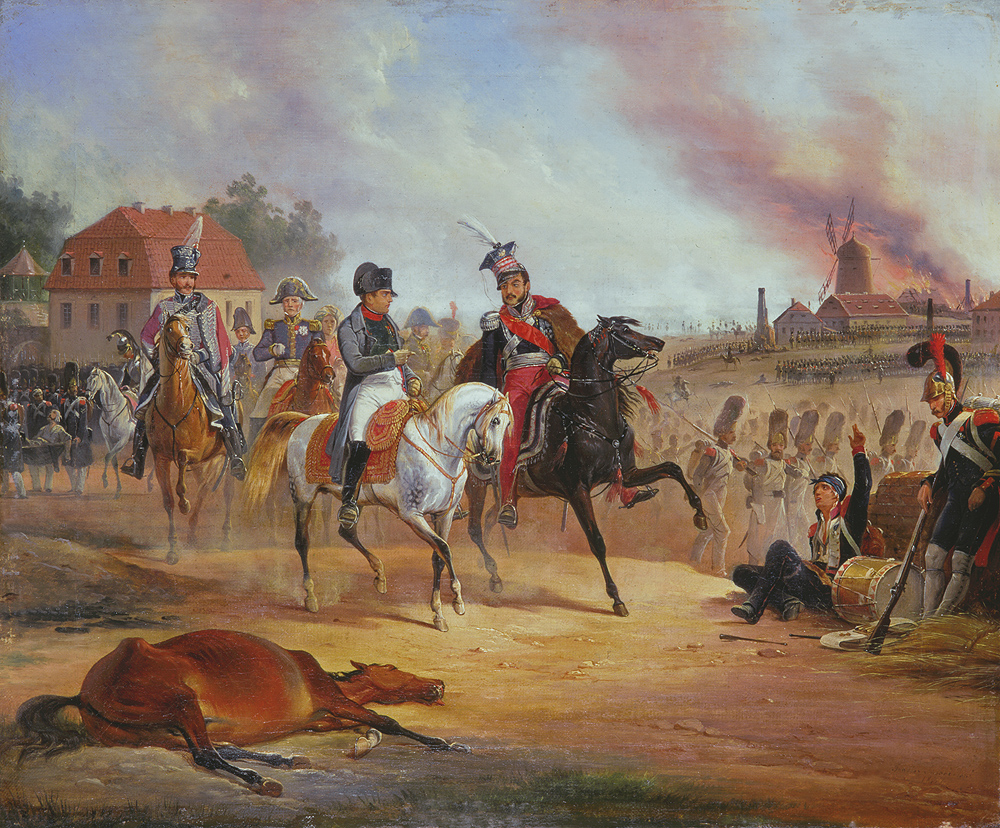
Napoleon i Poniatowski w bitwie pod Lipskiem, mal. January Suchodolski

Śmierć ks. Poniatowskiego w Elsterze, mal. January Suchodolski

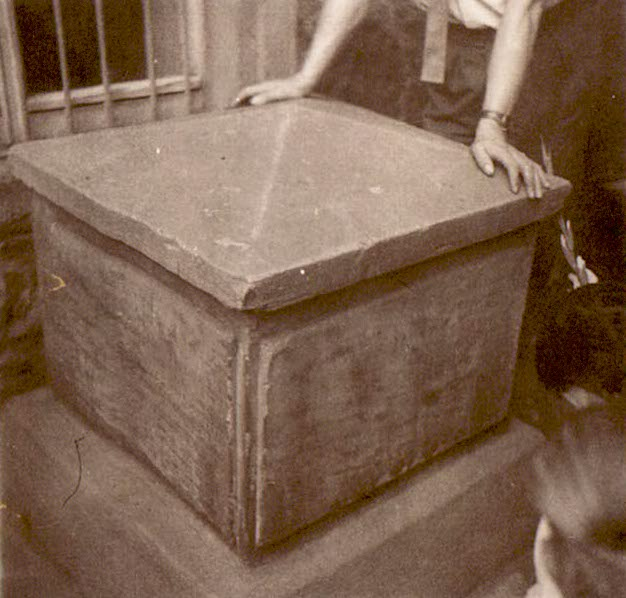
Kamień ustawiony w miejscu śmierci Józefa Poniatowskiego w Lipsku. Stan z 1957 roku. Widać nawiązanie w kształcie do pomnika z 1834.

Po katastrofie armii napoleońskiej Poniatowski podjął od razu pracę nad odtworzeniem wojska polskiego. W 1813 r. przeciwstawił się naleganiom rządu i opinii polskiej, skłaniającej się do ugody z Aleksandrem I. Sam też nie przyjął oferty Aleksandra dotyczącej amnestii i współpracy. Częściowo uformowaną armię wyprowadził z Warszawy 5 lutego, unikając posuwających się na zachód wojsk rosyjskich, z czasem docierając do Krakowa. W 1813 powstała nowa formacja wojskowa – pułki chłopskiej kawalerii, Krakusi; pułk Krakusów będący częścią nowej armii ks. Józefa wsławi się walecznością w nadchodzącej kampanii. W Krakowie książę zwlekał jeszcze parę tygodni, przeżył ostatnie dramatyczne wahania nad wyborem słusznej drogi, przygotowywał żołnierzy do następnej próby. Wreszcie pożegnał się z Zofią Czosnowską oraz Henriettą Vauban i unikając znowu zbliżających się Rosjan, 7 maja wyruszył z wojskiem w dalszą drogę, czy z intencją powrotu, nie wiadomo.
Poprowadził kilkunastotysięczną armię przez Austrię do Saksonii, gdzie jako dowódca VIII korpusu Wielkiej Armii, walczył pod Lützen, następnie bronił pasma gór czeskich i walczył na lewym brzegu Łaby. 9 września pod Löbau VIII (polski) Korpus stoczył bitwę z przeważającą siłą i utrzymał się na pozycjach. 10 października pod Zedtlitz generał Pahlen usiłował zatrzymać maszerujące polskie kolumny. Poniatowski poprowadził szarżę kawalerii i w krwawej bitwie wziął 500 jeńców, przełamał opór przeciwnika i umożliwił sobie dalszy postęp w kierunku Lipska. 12 października, już blisko Lipska z Muratem, zostali przy śniadaniu zaskoczeni przez oddziały wroga. Poniatowski wskoczył na konia, przebił się i sprowadziwszy na czas kawalerię polską uratował sytuację. Zarekomendowany przez Murata, został w pierwszym dniu bitwy pod Lipskiem, 16 października, mianowany przez Napoleona marszałkiem Francji, co było jedynym takim wyróżnieniem dla cudzoziemca. W przeciągu długotrwałej bitwy prowadził ułanów i piechotę do walki, organizował z Macdonaldem ostatnie próby obrony, parokrotnie ranny. Zdołał przekroczyć rzekę Pleisse, chociaż utonął pod nim koń; na apele przybocznych aby się poddał odpowiadał odmownie. Był to 19 października i Poniatowski wykonywał swój ostatni rozkaz – osłonę odwrotu armii francuskiej. Odmówił również ewakuacji, oferowanej mu przez Francuzów i pozostał wraz ze swoimi żołnierzami. Mając za sobą przedwcześnie wysadzony most na Elsterze, znowu ciężko raniony, rzucił się z koniem do wezbranej rzeki i został omyłkowo ostrzelany przez Francuzów stojących na drugim brzegu. Tam zginął, prawdopodobnie zastrzelony przez sojuszników. Na ostatnich etapach przed śmiercią byli z nim Ludwik Kicki, mały oddział Krakusów pod kpt. Puzyną, polski artylerzysta płk. Jakub Redel i Francuz kpt. Hipolit Blechamps, który jeszcze wskoczył do rzeki, żeby Poniatowskiego ratować i przypłacił to życiem.
Poniatowskiemu jest przypisywane przedśmiertne powiedzenie (aforyzm) "Bóg mi powierzył honor Polaków, Bogu go tylko oddam.", ale według historyków nie wiadomo, co naprawdę Poniatowski powiedział - według relacji świadków, wiadomo tylko, że "coś z gniewnym uniesieniem mówił bez związku o Polsce i o honorze ".
Ostatnim aktem politycznym naczelnego wodza było szybkie, podczas kiedy Rosjanie stopniowo zajmowali Polskę, zorganizowanie nowej siły zbrojnej (na miejsce wojsk niemal doszczętnie zdewastowanych w rezultacie kampanii moskiewskiej) i wyprowadzenie jej z kraju celem kontynuowania walki. Manewr ten opłaciłby się sowicie, gdyby kontrofensywa Napoleona w roku 1813 zakończyła się sukcesem.

### Pogrzeb i początki kultu księcia Józefa

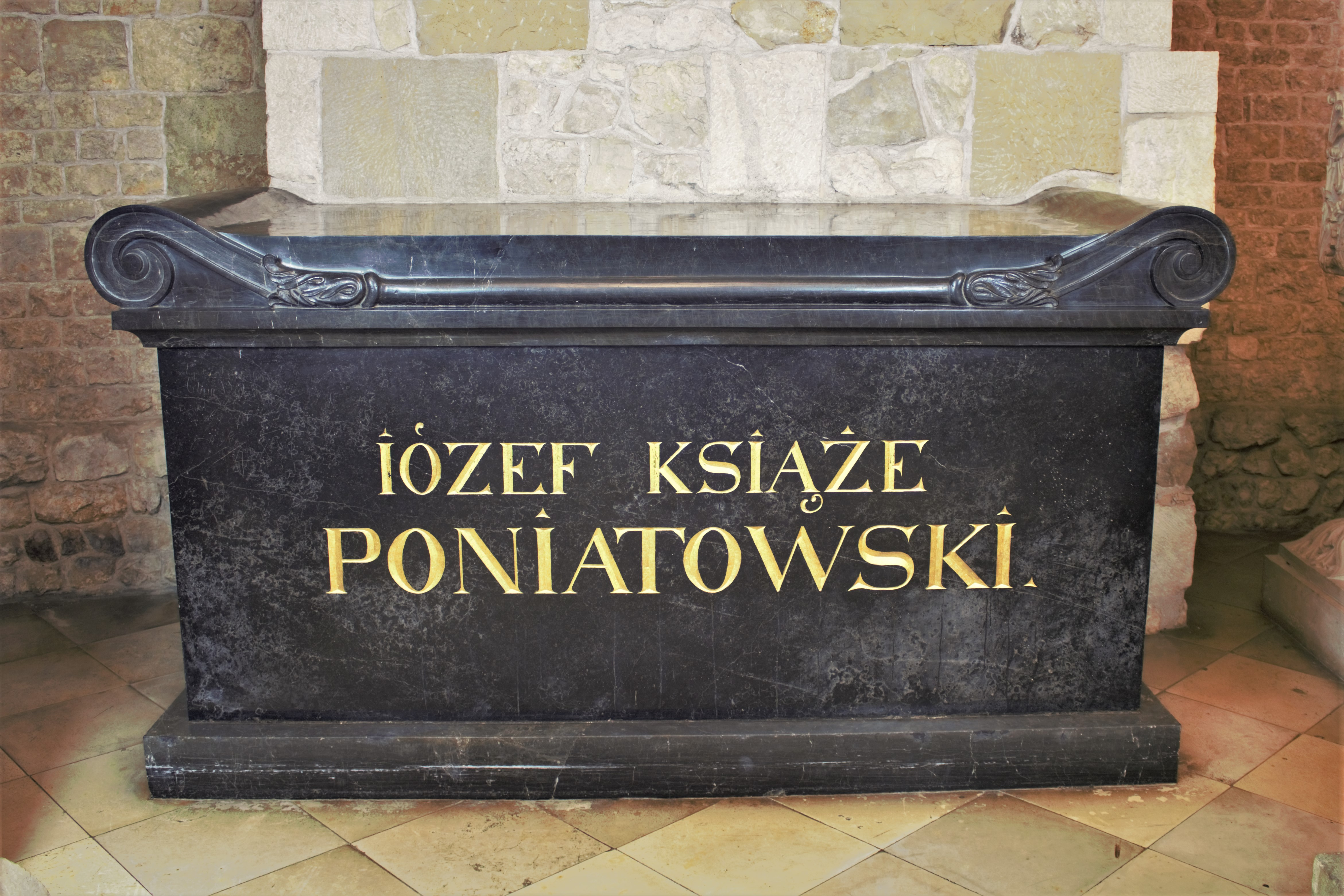
Sarkofag księcia Poniatowskiego w krypcie św. Leonarda na Wawelu

Poniatowski pochowany został na cmentarzu św. Jana w Lipsku, gdzie do dzisiaj znajduje się poświęcona mu tablica. Pierwsza tablica nagrobna została przywieziona do Warszawy i została umieszczona w Bramie Grodzkiej Zamku Królewskiego.
Zwłoki jego sprowadzono z Lipska do Polski we wrześniu 1814 i złożono w podziemiach bazyliki Świętego Krzyża w Warszawie. Zgodnie z wolą Senatu Rządzącego Wolnego Miasta Krakowa oraz zgodą cara Aleksandra, 22 i 23 lipca 1817 roku zwłoki księcia zostały uroczyście złożone w katedrze na Wawelu (co zapoczątkowało tradycję chowania tam bohaterów i wieszczów) – na różnych etapach przyczynili się do tego Dąbrowski, Sokolnicki, Stanisław Mokronowski, a przede wszystkim ks. Adam Czartoryski.
Wkrótce po śmierci Poniatowskiego rozwinął się w Polsce swoisty kult postaci księcia, stanowiący polską wersję legendy napoleońskiej. On sam był zawsze inspiracją dla bojowników o wolność Polski, a w szczególności dla powstańców z listopada 1830, z których wielu walczyło dawniej pod jego komendą. Jego postać była wzorem dla wielu polskich osobistości wojskowych, z Józefem Piłsudskim na czele. Księstwo Warszawskie, które Napoleon ustanowił, a Poniatowski obronił, pozostało w zmieniających się postaciach (Królestwo Polskie) jako państwowość polska (od pewnego momentu szczątkowa) do końca okresu rozbiorów. Gdyby upadło w 1809, nie powstałoby Królestwo Polskie. W czasach, gdy Polska nie była niepodległa, postać księcia Poniatowskiego była popularna wśród polskich patriotów ze względu na jego zasługi wojskowe i barwny charakter. Ponowny rozwój kultu księcia jako polskiego bohatera nastąpił w początku XX wieku, wraz z odżywającymi tendencjami niepodległościowymi. Jego wynikiem są m.in. naukowe opracowania jego biografii pióra Szymona Askenazego i Adama Skałkowskiego.

### Działalność masońska
W XVIII wieku był członkiem loży wolnomularskiej Świątynia Izis, członkiem honorowym loży wolnomularskiej Bracia Zjednoczeni w 1808 roku, kandydatem na urząd Wielkiego Wschodu Narodowego Polski w 1813 roku.

## Odznaczenia
Chronologicznie:
- Order Świętego Stanisława (1786)[14]
- Order Orła Białego (1787)[14]

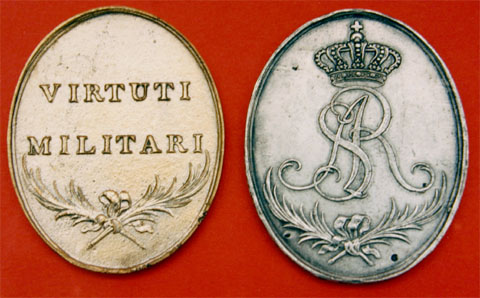
Medal Virtuti Militari z roku 1792, nadawany przez króla po bitwie pod Zieleńcami z inicjatywy ks. Poniatowskiego

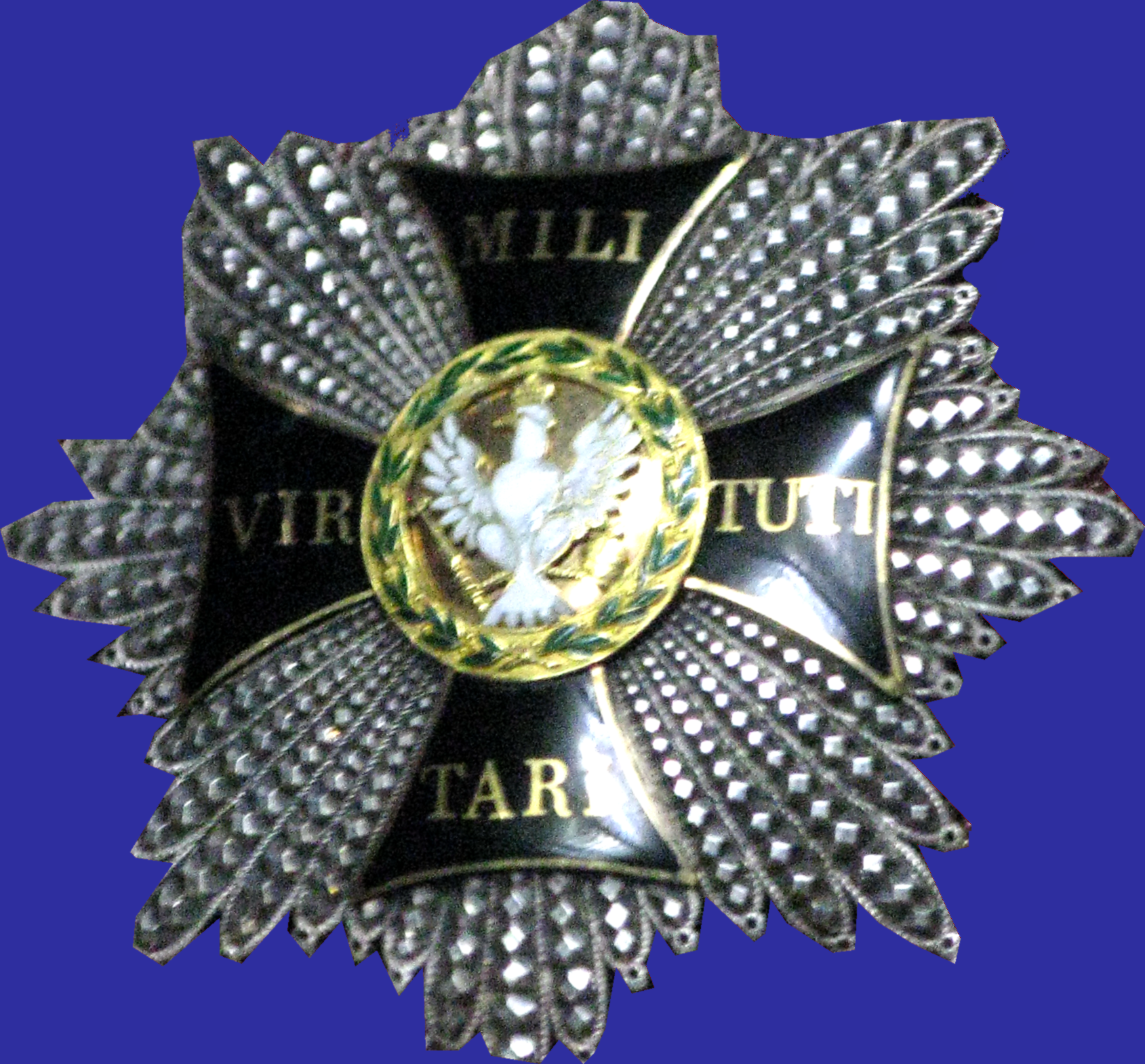
Gwiazda do Krzyża Wielkiego Virtuti Militari księcia Józefa z 1809 roku

- Krzyż Komandorski Orderu Virtuti Militari (1792)[15]
- Krzyż Komandorski Orderu Maltańskiego (1798)[14][16]
- Order Orła Czarnego (Prusy, 13 marca 1802)[17]
- Krzyż Wielki Orderu Orła Czerwonego (Prusy, 13 marca 1802)[17]
- Złoty Orzeł (Oficer) Legii Honorowej (Francja, 1807)[g][17][18]
- Krzyż Wielki Orderu Virtuti Militari (25 lutego 1809)[17]
- Krzyż Wielki Orderu Obojga Sycylii (Neapol, 1809)[17]
- Wielki Orzeł (Krzyż Wielki) Legii Honorowej (Francja, 1809)[19][17][18]
- Order Cesarski Zjednoczenia (Francja)[20]

## Upamiętnienie

### Pomniki i tablice pamiątkowe
- Już w rok po śmierci księcia rozpoczęto starania o budowę pomnika księcia Józefa w Warszawie. Prace zlecono duńskiemu rzeźbiarzowi Bertelowi Thorvaldsenowi. W roku 1829 w Warszawie zaprezentowano naturalnej wielkości model klasycyzującego pomnika projektu tego artysty. Na jego podstawie wykonano odlew, nad którym prace zostały ukończone w sierpniu 1831 (a więc w ostatnich miesiącach powstania listopadowego). Zgoda władz rosyjskich na ustawienie pomnika została cofnięta a ukończony odlew najpierw został przewieziony do Modlina, a następnie po 1840 wywieziony przez Iwana Paskiewicza do Homla. Odzyskany na mocy traktatu ryskiego w ramach akcji rewindykacji zabytków i dzieł sztuki, w 1923 ustawiony w Warszawie na dziedzińcu Pałacu Saskiego przed Grobem Nieznanego Żołnierza. Pomnik został zniszczony po powstaniu warszawskim (fragmenty oryginalnego pomnika zostały wyeksponowane w Parku Wolności w Muzeum Powstania Warszawskiego). Obecny pomnik to nowy odlew ofiarowany po wojnie przez Duńczyków, został ustawiony na Krakowskim Przedmieściu, przed Pałacem Prezydenckim.

- W Lipsku Józef Poniatowski upamiętniony został m.in. nazwą skweru (Poniatowski Plan), na którym stoi obelisk mu poświęcony; dwoma tzw. Apelstein(inne języki) – w dzielnicy Markkleeberg-Ost, na rogu ulic Rilkestraße i Gorkistraße (napis brzmi: Fürst PONIATOWSKI/VIII. Corps/8000 M.) oraz w dzielnicy Lößnig, na rogu Bornaische Straße i Liechtensteinstraße (napis brzmi: PONIATOWSKI/AUGEREAU/VIII. u. IX. CORPS;/OUDINOT/III. u. IV DIVISION D. JUNG. GARDE/30000 M). W 1938 staraniem Kornela Krzeczunowicza – byłego dowódcy 8 pułku ułanów ks. Józefa Poniatowskiego, stanął nad brzegiem Elstery w Lipsku pomnik upamiętniający księcia.
- W Krakowie, na bramie pałacyku „Pod Lipkami” (ul.Księcia Józefa 55) znajduje się tablica upamiętniająca pożegnanie wojsk księcia Józefa przed wyjściem na kampanię do Saksonii w 1813 roku. Autorem tablicy jest Włodzimierz Konieczny[21][22][23].
- W Krakowie, w parku Jordana znajduje się popiersie księcia Józefa Poniatowskiego[24].
- W Krośniewicach, w parku koło pałacu Rajmunda Rembielińskiego znajduje się pierwszy, najstarszy w Polsce pomnik Księcia Józefa Poniatowskiego, wystawiony w 1814 roku. Na kolistym cokole stoi obelisk zwieńczony brązowym orłem napoleońskim, na cokole napis upamiętniający księcia[25][26].
- W Muzeum Łazienki Królewskie, z okazji 260. rocznicy urodzin ks. Józefa Poniatowskiego, odsłonięto jego popiersie. Autorem rzeźby jest Paweł Pietrusiński[27],

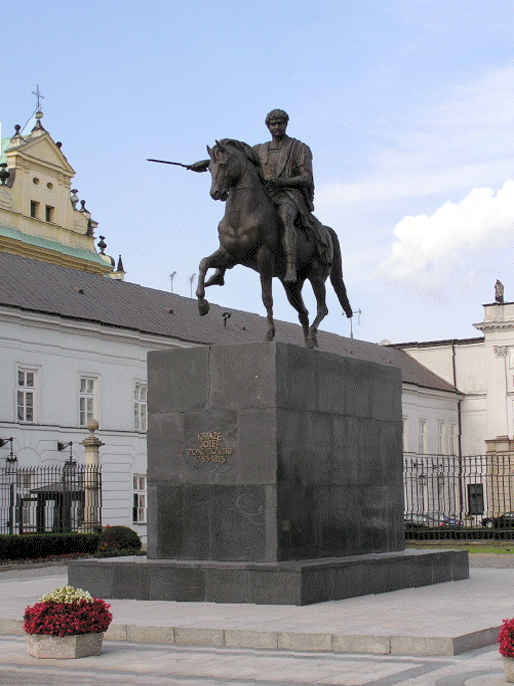
Pomnik księcia Józefa przed Pałacem Prezydenckim w Warszawie dłuta Bertela Thorvaldsena
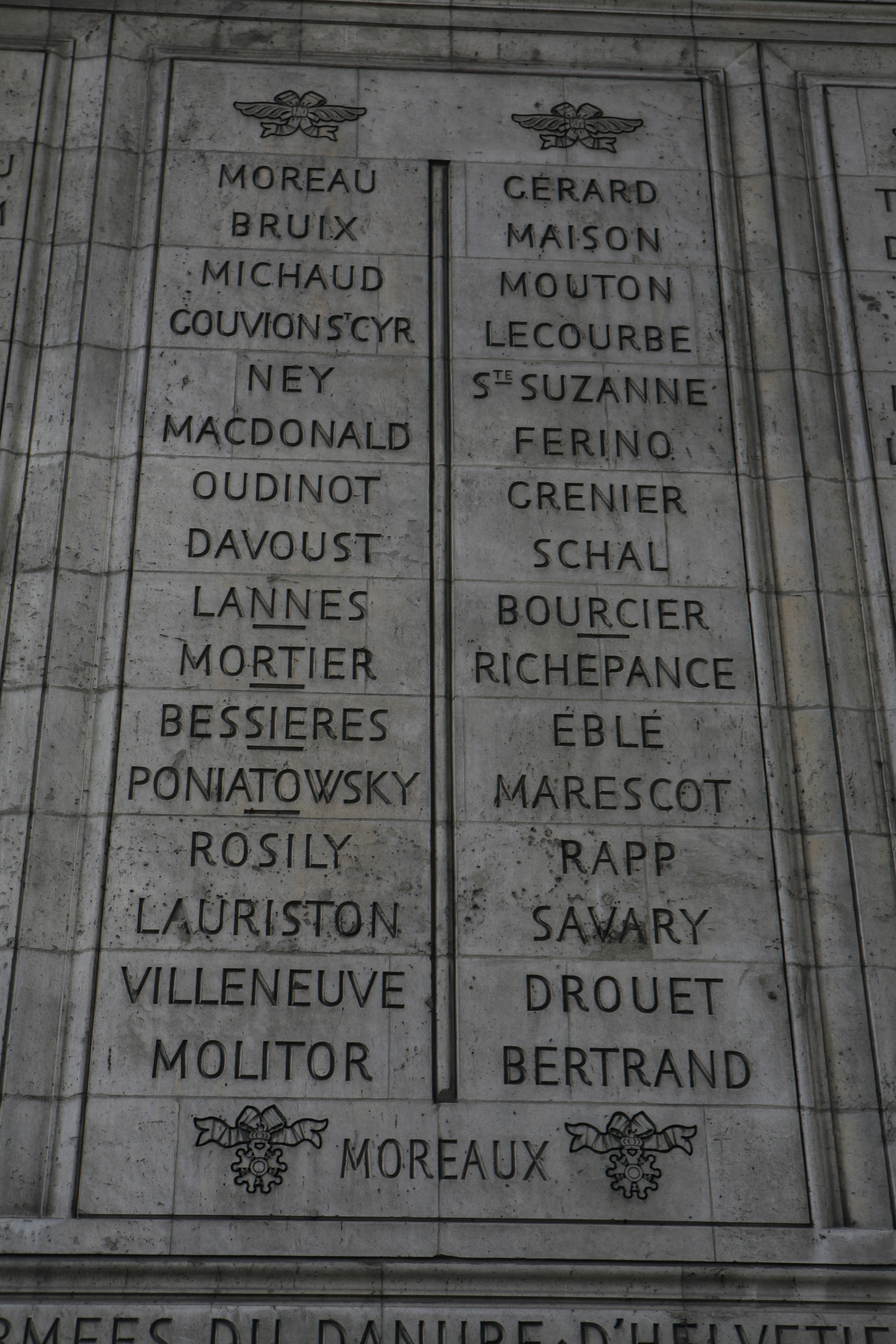
Nazwisko księcia Poniatowskiego na Łuku Triumfalnym w Paryżu (filar wschodni, kolumna 13)
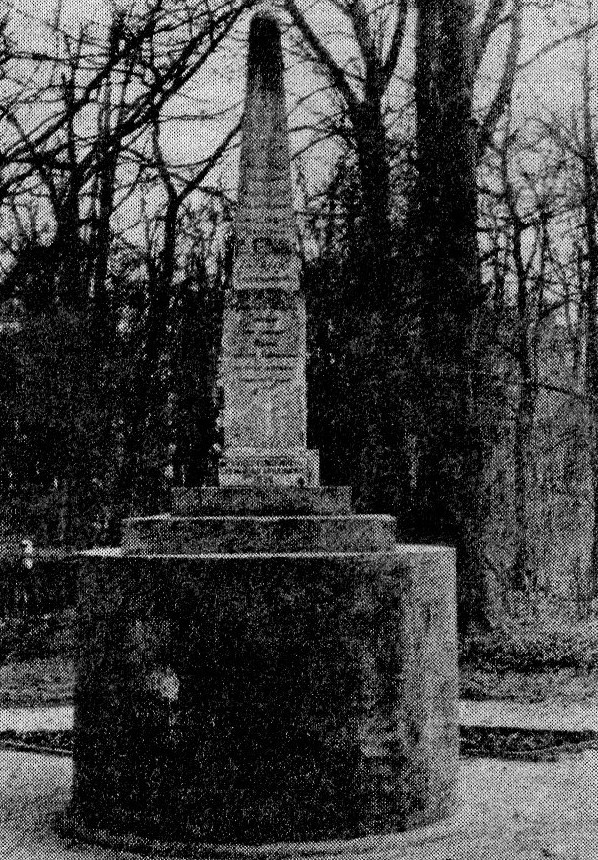
Pomnik ks. Józefa Poniatowskiego w Krośniewicach z roku 1814, najstarszy pomnik księcia Józefa (fot. 1988)
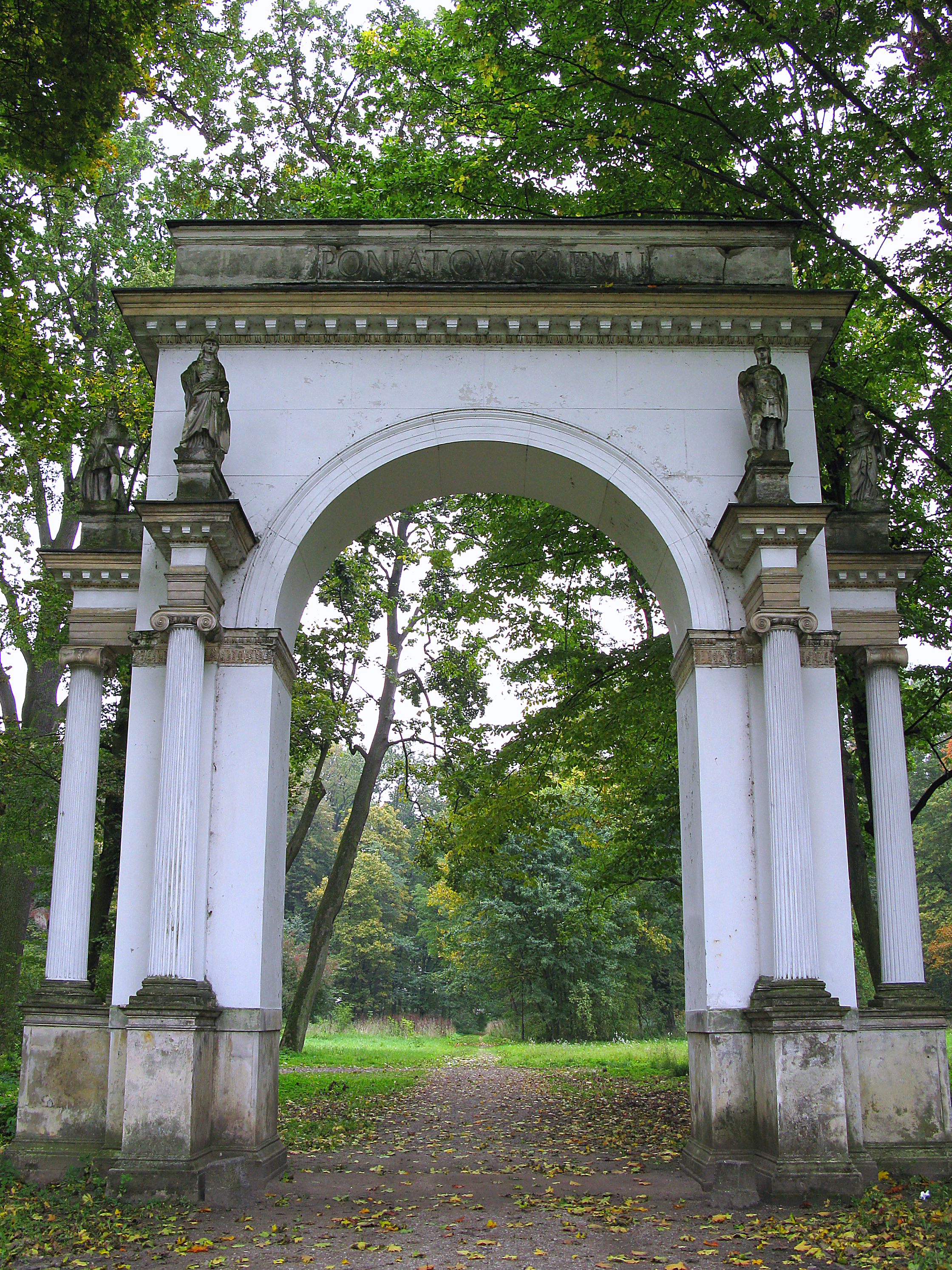
Łuk triumfalny ku czci księcia Józefa wzniesiony przed 1842 w Jabłonnie według projektu Henryka Marconiego
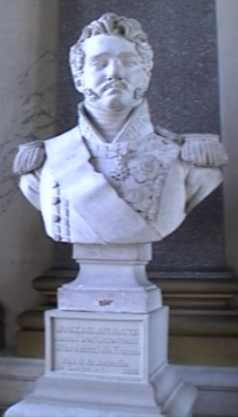
Popiersie księcia Józefa w pałacu w Wersalu
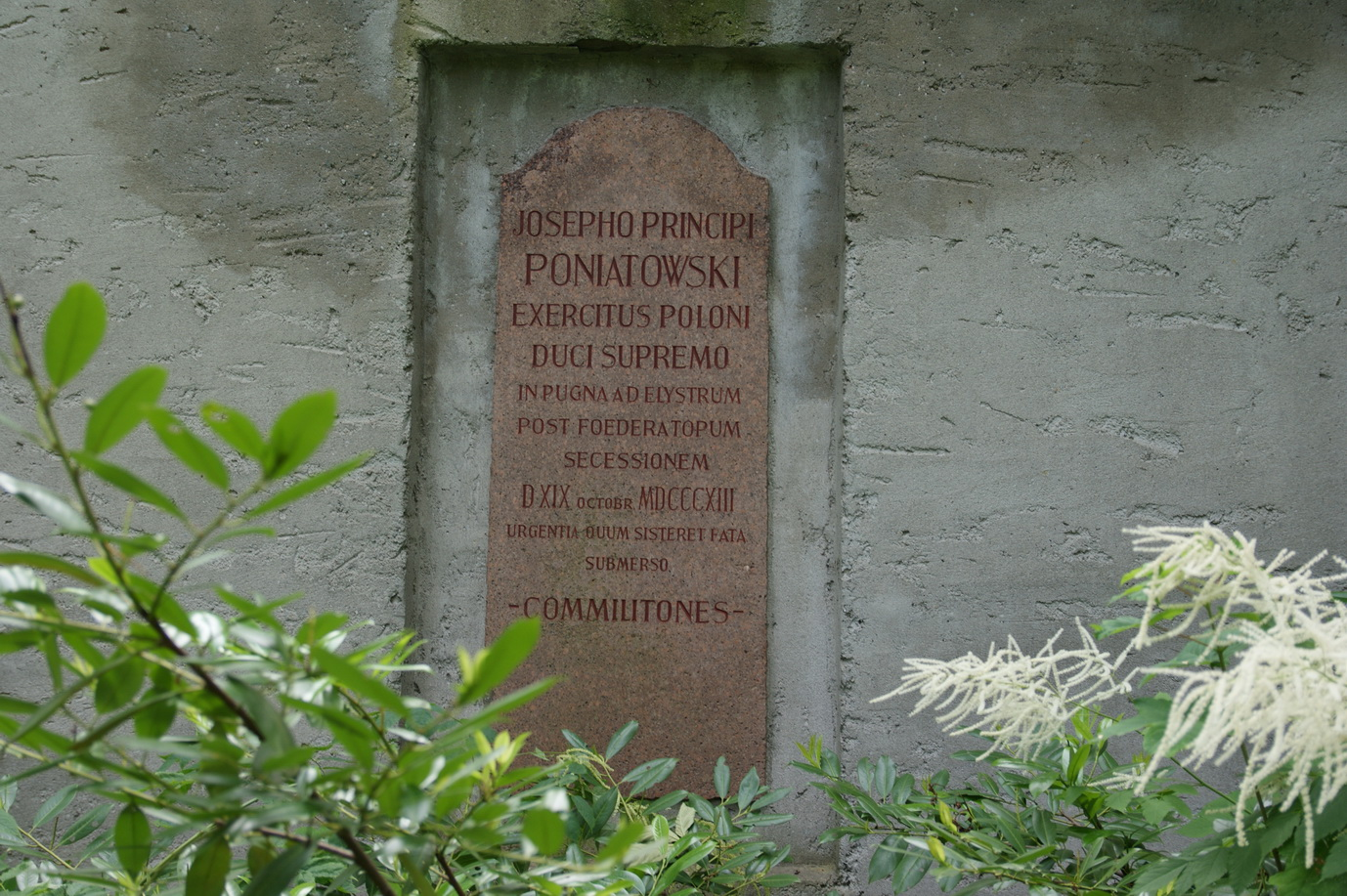
Tablica poświęcona Poniatowskiemu na cmentarzu św. Jana w Lipsku, na którym został on pierwotnie pochowany
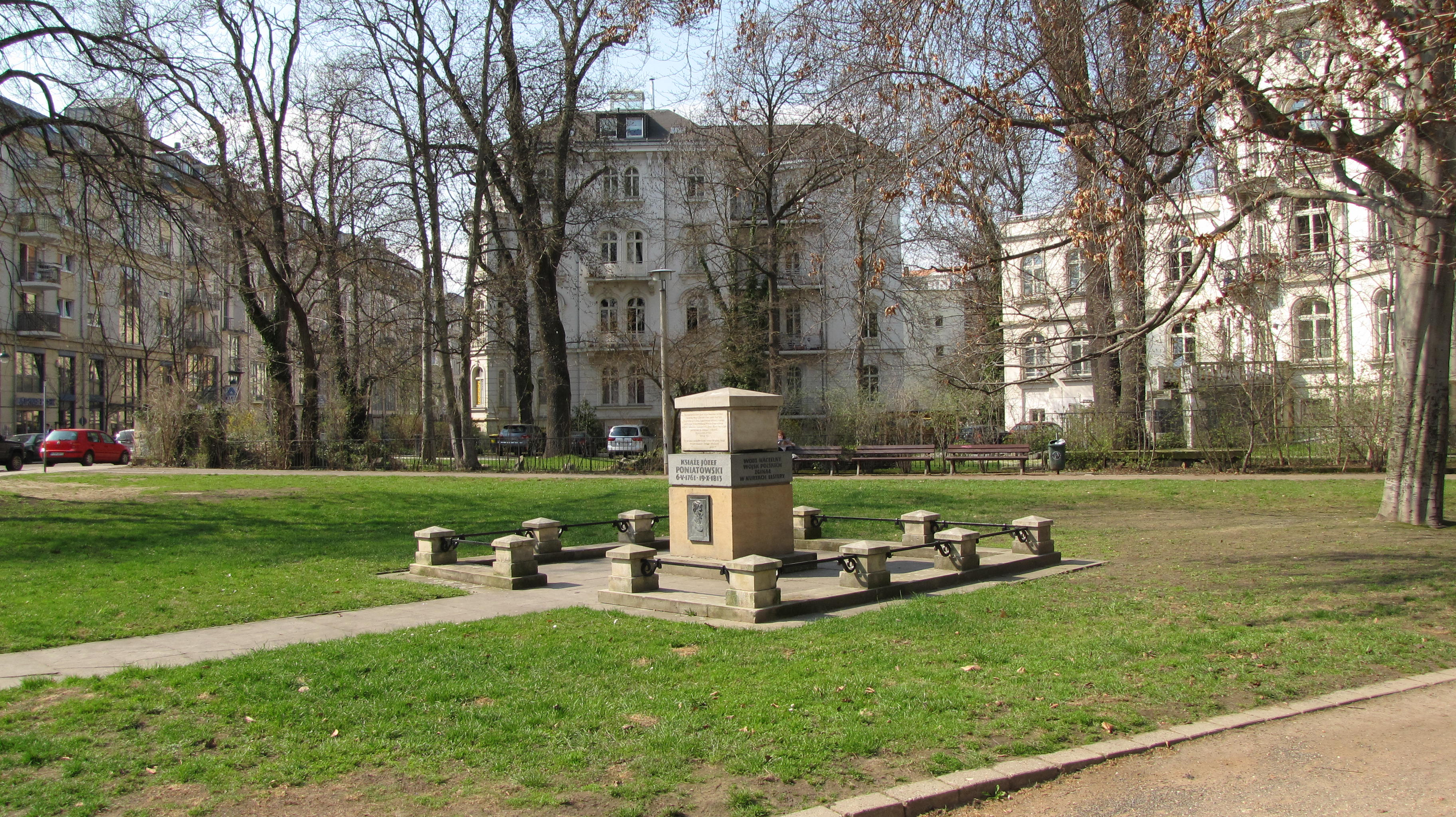
Obelisk księcia Józefa na skwerze Poniatowskiego w Lipsku, wzniesiony w 1834, zniszczony w 1939 i odnowiony w 1963 (fot. 2013)
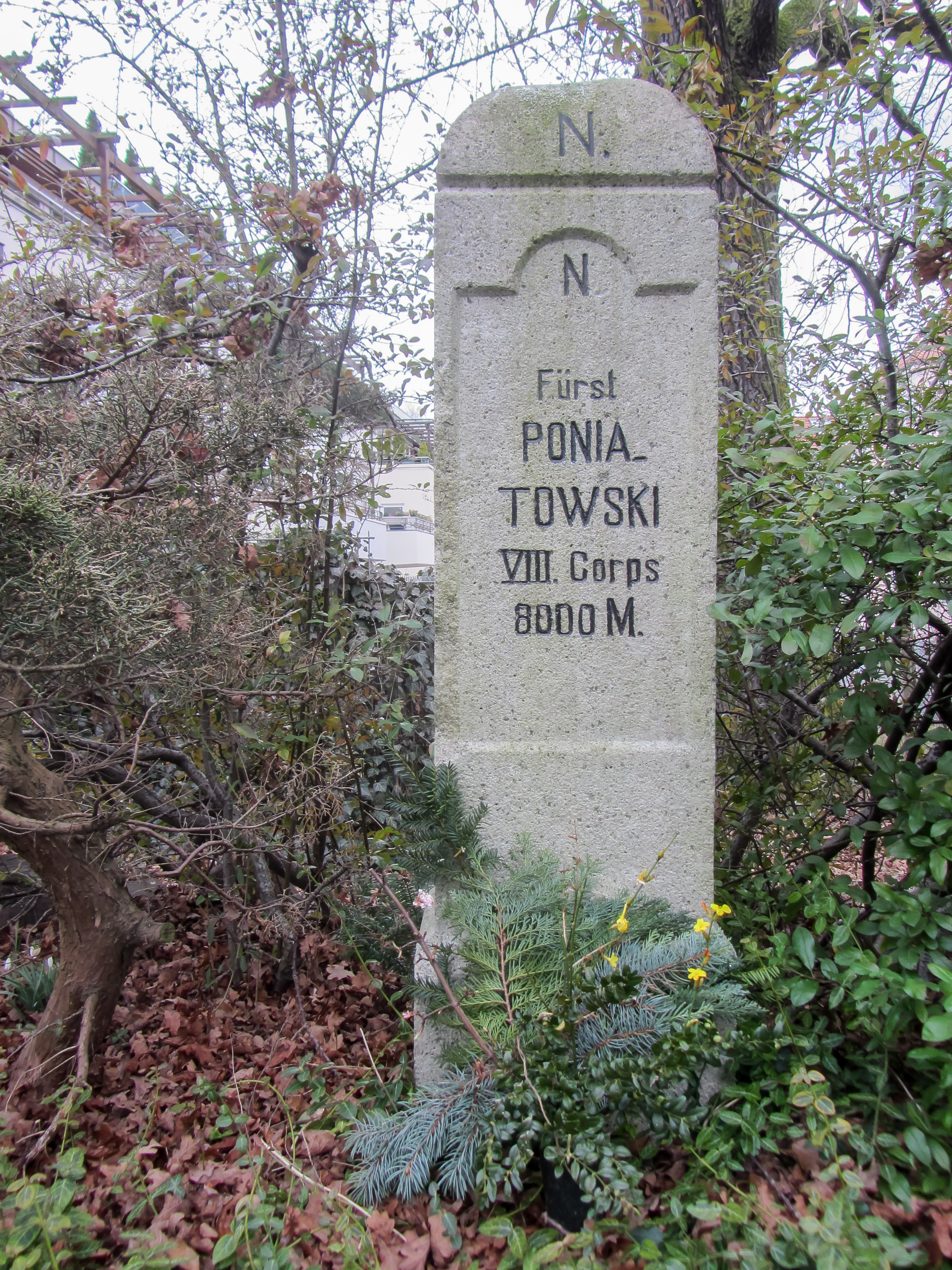
Kamień pamiątkowy na miejscu Bitwy Narodów w Lipsku, tzw. Apelsteine nr 11 (jeden z dwóch z nazwiskiem księcia)
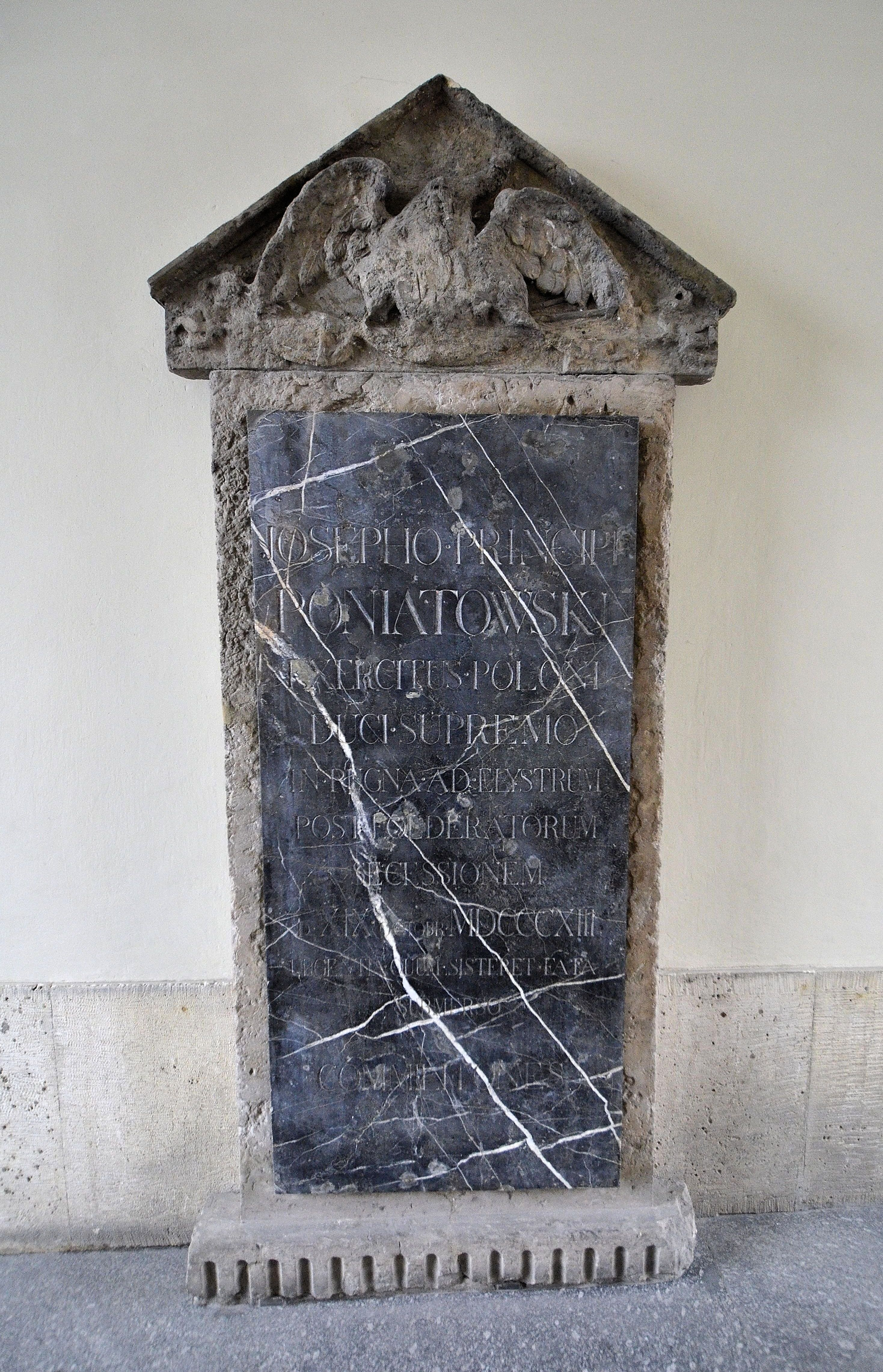
Płyta nagrobna przeniesiona z Lipska i umieszczona w Bramie Grodzkiej Zamku Królewskiego w Warszawie
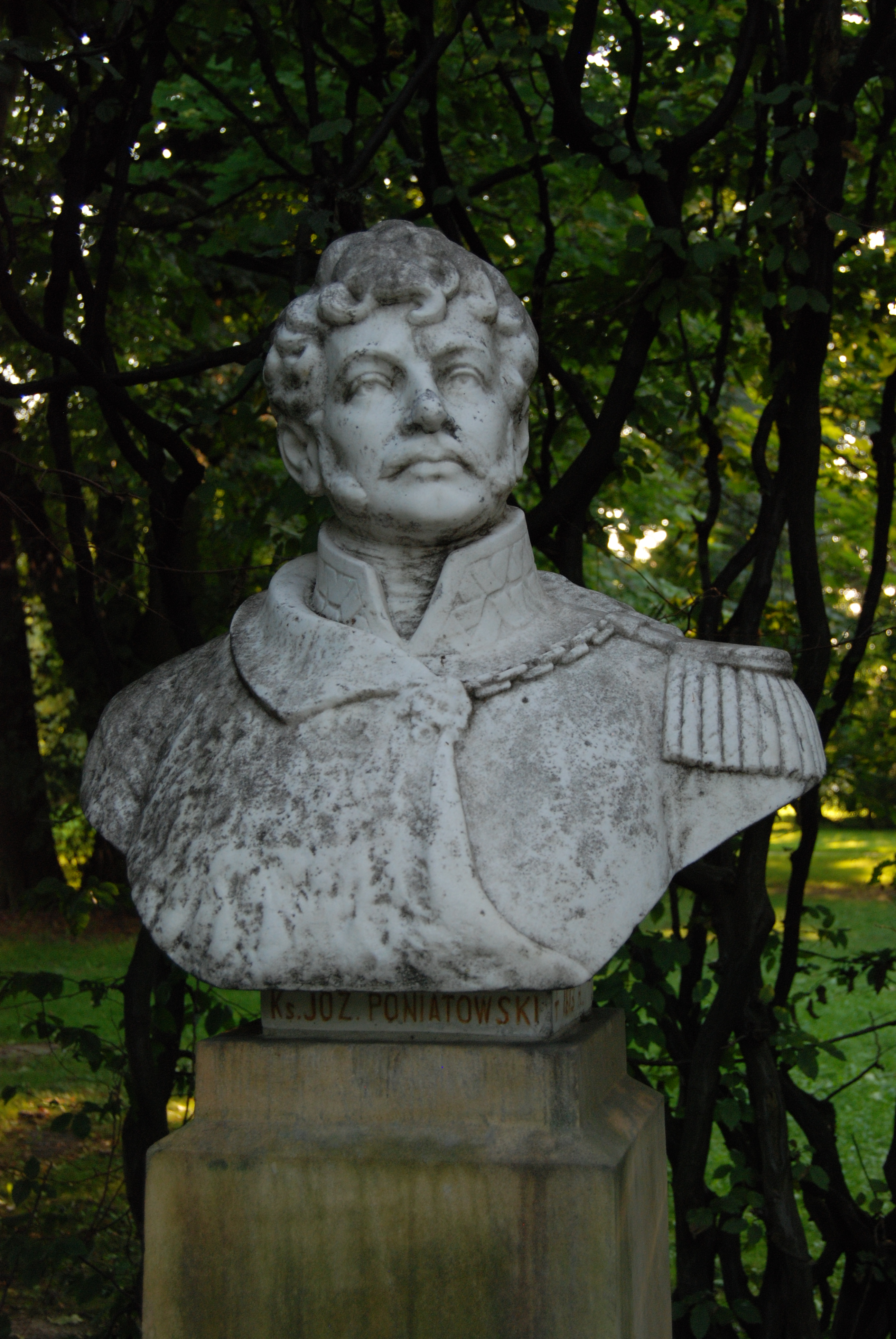
Popiersie księcia Józefa w Parku Jordana w Krakowie
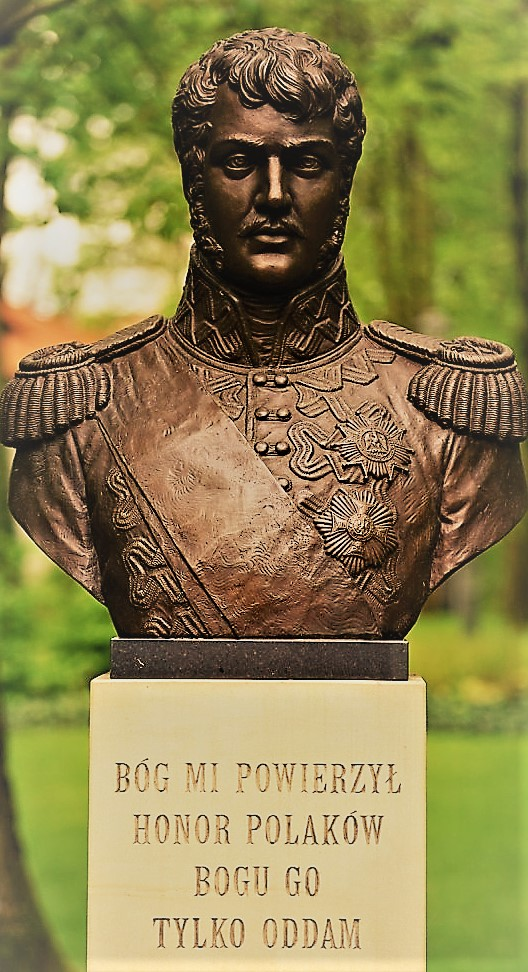
Popiersie ks. Józefa Poniatowskiego w Łazienkach Królewskich w Warszawie

### Medale i pieniądze

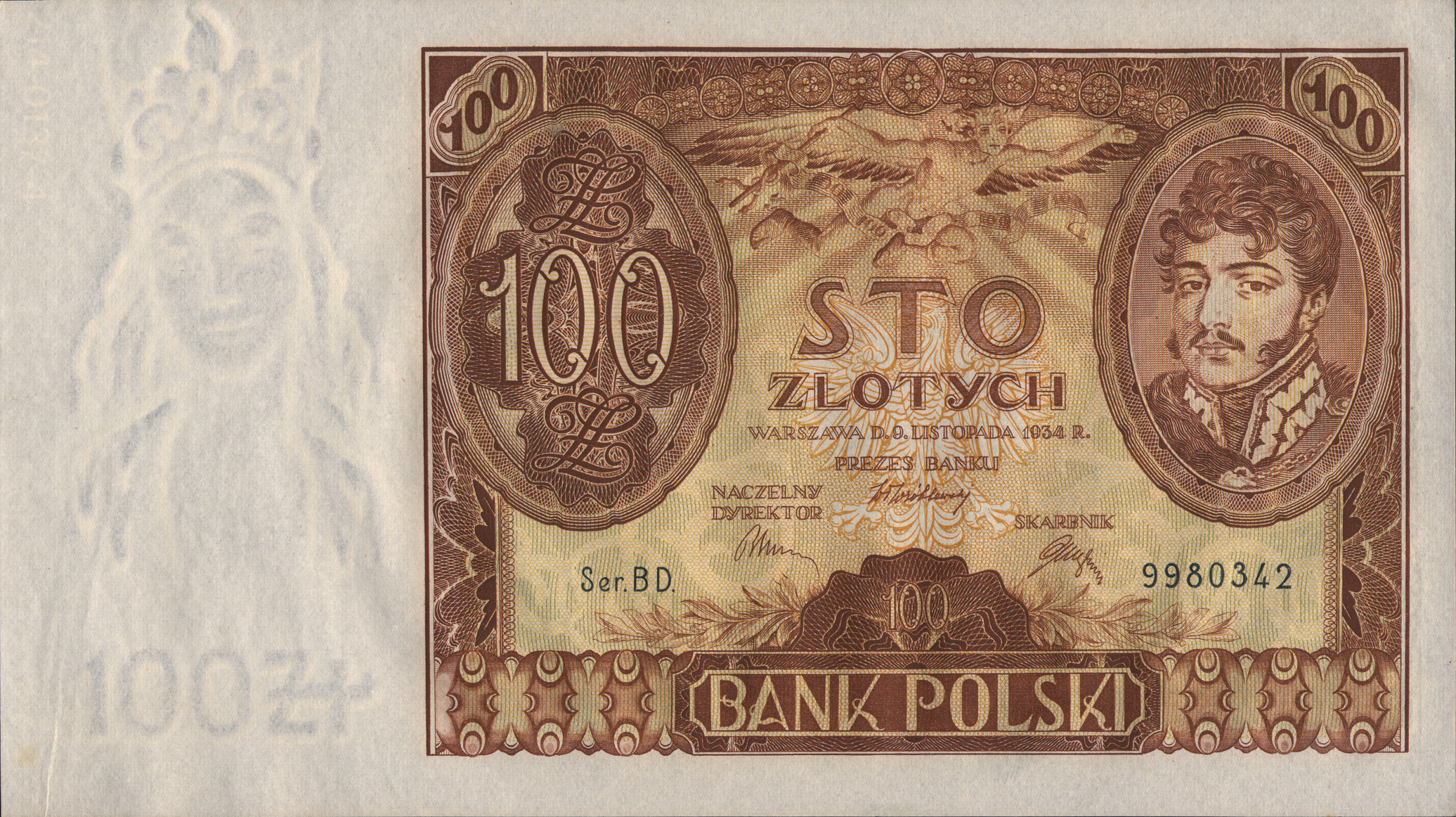
Awers banknotu 100 zł z roku 1934

W 1913 Komitet obchodu setnej rocznicy śmierci Józefa Poniatowskiego wydał medal pamiątkowy ku jego czci.
W 1934 roku wszedł do obiegu banknot 100 złotych z wizerunkiem księcia Józefa na awersie (w dwóch emisjach: 2 czerwca 1932 i 9 listopada 1934). Projektantem waloru był Józef Mehoffer. Banknot miał charakter obiegowy.
9 października 2013 roku Narodowy Bank Polski wprowadził do obiegu okolicznościowe monety „200 rocznica śmierci księcia Józefa Poniatowskiego” o nominałach 200 zł (złota), 10 zł (srebrna) i 2 zł (stop Nordic Gold)

### W literaturze
- Jędrzej Świderski, Józefada w pięciu pieniach (wyd. 1818)
- Józef Ignacy Kraszewski, Pod Blachą (wyd. 1881)
- Józef Ignacy Kraszewski, Pomywaczka (wyd. 1863)
- Stefan Żeromski, Popioły (wyd. 1902-1904)
- Wacław Gąsiorowski, Trylogia napoleońska:
  - Huragan (wyd. 1902)
  - Rok 1809 (wyd. 1903)
  - Szwoleżerowie gwardii (wyd. 1910)
- Zuzanna Morawska, Na posterunku (wyd. 1917)
- Artur Oppman, Pieśni o księciu Józefie (wyd. 1918)
- Tadeusz Miciński, Wita (wyd. 1926)
- Stanisław Szenic, Bratanek ostatniego króla:
  - Większy niż król ten książę (wyd. 1976)
  - Książę wódz (wyd. 1983)
- Riyoko Ikeda, Aż do nieba (oryg. jap. Ten-no hate made) – manga o Józefie Poniatowskim, wydana w Polsce około roku 1996 przez Japonica Polonica Fantastica

### W filmie
- Bóg wojny (inny tytuł: Pani Walewska) – polsko-francuski film niemy z 1914 roku w reżyserii Aleksandra Hertza; w roli księcia Poniatowskiego wystąpił Bronisław Oranowski (film zaginiony)[31]
- Książę Józef Poniatowski – polski fabularny film niemy z 1918 roku w reżyserii Aleksandra Hertza z Józefem Węgrzynem w tytułowej roli (film zaginiony; w 1917 roku Józef Węgrzyn grał tytułową rolę w spektaklu Książę Józef Poniatowski w Teatrze Rozmaitości)[32][33]
- Gräfin Walewska – niemiecki fabularny film niemy z 1922 roku; w roli księcia Poniatowskiego wystąpił Leopold von Ledebur[34]
- Ułan księcia Józefa (inny tytuł: Ułan i dziewczyna) – polski film fabularny z 1937 roku w reżyserii Konrada Toma z dialogami Wacława Gąsiorowskiego z Franciszkiem Brodniewiczem w roli księcia Poniatowskiego i Jadwigą Smosarską w roli Kasi[35]
- Pani Walewska – amerykański film fabularny z 1937 roku produkcji Metro-Goldwyn-Mayer w reżyserii Clarence’a Browna na motywach powieści Wacława Gąsiorowskiego z Gretą Garbo w roli tytułowej; w rolę księcia Poniatowskiego wcielił się C. Henry Gordon[36]
- Popioły – polski film fabularny z 1965 roku w reżyserii Andrzeja Wajdy na podstawie powieści Stefana Żeromskiego; w roli księcia – Stanisław Zaczyk[37]
- Marysia i Napoleon – polski film fabularny z 1966 roku w reżyserii Leonarda Buczkowskiego z Beatą Tyszkiewicz i Gustawem Holoubkiem w rolach tytułowych; w roli księcia Józefa wystąpił Zdzisław Maklakiewicz[38]
- Napoleon and Love – brytyjski serial telewizyjny z 1974 roku; w 6 odcinku („Maria Walewska”) w roli księcia wystąpił Władysław Sheybal[39]
- Raszyn. 1809 – polski fabularyzowany film dokumentalny z 1977 roku w reżyserii Lucyny Smolińskiej i Mieczysława Sroki ze Stanisławem Zaczykiem w roli ks. Poniatowskiego[40]
- Napoleon – francusko-polski serial telewizyjny z 1990 roku; w roli księcia Józefa – Daniel Olbrychski[41]
- V.I.P. – polski film sensacyjny w reżyserii Juliusza Machulskiego; w roli aktora grającego księcia wystąpił Marek Kondrat[41]
- Książę Pepi – polski telewizyjny film dokumentalny z 1994 roku[42]

### W Wojsku Polskim
31 marca 1927 Minister Spraw Wojskowych nadał imię księcia Józefa Poniatowskiego Szpitalowi Wojskowemu w Dęblinie.
Imię księcia nosiły też inne jednostki Wojska Polskiego:
- 25 Dywizja Kawalerii Powietrznej
- 25 Brygada Kawalerii Powietrznej
- 37 Łęczycki Pułk Piechoty
- 8 Pułk Ułanów
- 1 Oddział Rozpoznawczy
- 304 Dywizjon Bombowy Ziemi Śląskiej

### Inne upamiętnienie
- Książę Józef Poniatowski jest patronem ulic w wielu miastach w Polsce m.in. w Krakowie[21], Warszawie[44], Łodzi[45], Wrocławiu[46], Kole[47], Bochni[48], Słupsku[49].
- Most na Wiśle w Warszawie łączący Śródmieście z dzielnicą Saska Kępa od 1917 roku nosi imię Poniatowskiego[50].
- Kilka szkół w Polsce posiada jako patrona Księcia Józefa Poniatowskiego np. Szkoła podstawowa nr 19 w Krakowie na ulicy Senatorskiej 35[51], szkoła podstawowa w Bolechowicach[52] i w Mnikowie[53].

### Legendy
Istnieje legenda o śmiertelnej wróżbie Cyganki:
W młodości księciu Cyganka miała wywróżyć śmierć z powodu sroki „...Do wysokich w życiu twym dojdziesz godności, lecz sroka (niem. Elster) będzie przyczyną twéy śmierci.” – niem. Die Elster oprócz ptaka z rodziny krukowatych (łac. Pica pica) oznacza także rzekę – Elsterę. Inna wersja legendy wiąże przepowiednię z pokonaniem przez księcia na ćwiczeniach wojskowych 21 lipca 1784 w pełnym rynsztunku wpław Łaby; Cyganka miała mu przepowiedzieć: (niem.) „Der Elbe Herr bist du geworden, doch eine Elster wird dich morden” (pol.) „Pokonałeś Łabę, ale Elster [sroka lub rzeka Elstera] cię pokona”.